# Stal Mielec (piłka nożna)

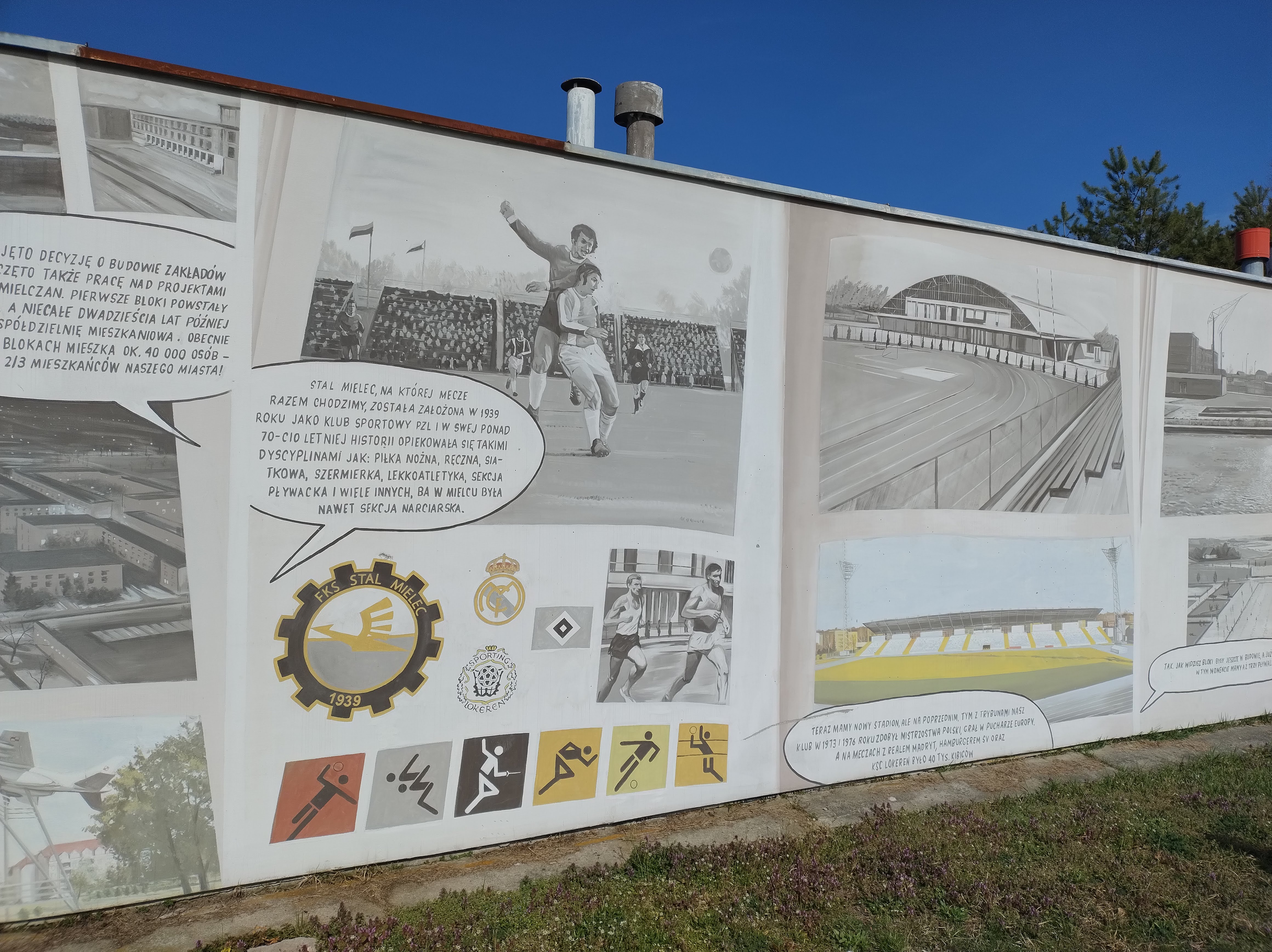
Mural Tak zmieniał się Mielec – fragment o Stali Mielec

FKS Stal Mielec – polski klub piłkarski z siedzibą w Mielcu. Został utworzony w 1939, do 1997 był jedną z wiodących sekcji klubu sportowego Stal Mielec. Po jego rozwiązaniu został samodzielnym klubem piłkarskim, przejmując po sekcji całą jej spuściznę. Dwukrotny mistrz Polski w sezonach 1972/73 i 1975/76, wicemistrz 1974/75, finalista Pucharu Polski 1975/76 oraz jeden z dwóch polskich ćwierćfinalistów Pucharu UEFA w historii (edycja 1975/76). W czasach świetności klubu, które przypadły na lata 70. XX wieku, grało w nim wielu reprezentantów Polski i innych czołowych piłkarzy.
Zgodnie z regulaminem Ekstraklasy Stal Mielec uprawniona jest do umieszczenia nad herbem białej gwiazdki  symbolizującej dwukrotne wywalczenie Mistrzostwa Polski.

## Historia

### Dotychczasowe nazwy
- 1939 – Klub Sportowy PZL Mielec
- 1946 – Robotniczy Klub Sportowy PZL Zryw Mielec
- 1948 – Związkowy Klub Sportowy Metalowców PZL Mielec
- 1949 – Związkowy Klub Sportowy Stal Mielec
- 1950 – Koło Sportowe Stal przy Wytwórni Sprzętu Komunikacyjnego Mielec
- 1957 – Fabryczny Klub Sportowy Stal Mielec
- 1977 – Fabryczny Klub Sportowy PZL Stal Mielec
- 1995 – Autonomiczna Sekcja Piłki Nożnej FKS PZL Stal Mielec
- 1997 – Mielecki Klub Piłkarski Stal Mielec
- 1998 – Mielecki Klub Piłkarski Lobo Stal Mielec
- 1999 – Mielecki Klub Piłkarski Stal Mielec
- 2002 – Klub Sportowy Stal Mielec
- 2003 – Klub Sportowy FKS Stal Mielec
- 2018 – PGE FKS Stal Mielec
- 2024 – FKS Stal Mielec

### Jako sekcja klubu sportowego (1939–1997)

#### 1939–1945 – początek i okres wojny
Sekcja piłki nożnej była jedną z dwóch pierwszych (obok sekcji siatkarskiej) w klubie PZL Mielec założonym w 1939. Skład drużyny został zbudowany z zawodników grających w innych mieleckich klubach oraz z pracowników Wytwórni Płatowców nr 2 PZL. W pierwszym rozegranym meczu zespół pokonał Towarzystwo Gimnastyczne „Sokół” Mielec stosunkiem bramek 4:1. Rozegrano jeszcze trzy mecze z Dzikovią Tarnobrzeg (2:1), Metalem Tarnów (3:1) i drużyną Fabryki Amunicji w Dębie (6:1). Planowany na wrzesień mecz z Okęciem Warszawa nie doszedł do skutku, gdyż rozpoczęła się II wojna światowa i zakazano jakichkolwiek rozgrywek sportowych. Jednak mecze odbywały się nielegalnie na błoniach za lasem komunalnym i w innych miejscowościach (m.in. Dębica, Kolbuszowa, Sandomierz). Jedyny oficjalny mecz został rozegrany z niemiecką jednostką wojskową i zakończył się wynikiem 1:2.

#### 1945–1960 – B-klasa, A-klasa, II liga po raz pierwszy
Oficjalna działalność została wznowiona po wojnie w 1945 pod nazwą RKS PZL „Zryw” Mielec. W 1946 zespół przystąpił do rozgrywek B-klasy, a w 1949 uzyskał awans do A-klasy dzięki pierwszemu miejscu w B-klasie.
Od początku lat 50. zaczęto budować drużynę która miała skutecznie powalczyć o awans do II ligi, czemu sprzyjał rozwój WSK zatrudniającego sportowców na korzystnych warunkach. W czerwcu 1950 drużyna po raz pierwszy wyjechała na zgrupowanie poza Mielec – do Spały. Mimo 1. miejsca w A-klasie w sezonie 1950, w rozgrywkach o II ligę zespół zajął 3. miejsce i z awansem trzeba było jeszcze poczekać. Przełomem okazał się rok 1954, kiedy drużyna zajęła 1. miejsce w swojej grupie A-klasy i awansowała do ligi międzywojewódzkiej rzeszowsko–lubelskiej (utworzonej w wyniku reformy rozgrywek). Zdobyła także Zimowy Puchar Miast.
W 1955 zespół zajął 1. miejsce w lidze międzywojewódzkiej awansował do rozgrywek o awans do II ligi. Zdobył w nich drugie miejsce i po meczu barażowym 20 listopada 1955 w Lublinie przeciwko Bzurze Chodaków (3:1), dzięki 3 bramkom Helmuta Tobolika, awansował do II ligi. W kolejnym sezonie po wielu trudach zespołowi udało się utrzymać (ostatecznie zajął 11. miejsce wśród 14 zespołów). Został także rozegrany pierwszy mecz z zagranicznym pierwszoligowcem Tatranem Prešov (Słowacja) (0:0).
W sezonie 1957 mielecki zespół był bardzo blisko pierwszego awansu do I ligi. M.in. dzięki zatrudnieniu znanego trenera Michała Matyasa Stal została wicemistrzem II ligi ustępując jedynie Cracovii, do awansu zabrakło trzech punktów. W następnych sezonach Stal nadal nie potrafiła awansować zajmując kolejno 3. i 6. miejsce.

#### 1960–1967 – pierwszy raz w I lidze
W sezonie 1960 udało się w końcu awansować do I ligi. Pierwszy mecz w I lidze został rozegrany 19 marca 1961 z ŁKS Łódź (1:1) na mieleckim stadionie przy dopingu ok. 15 tys. kibiców. Z powodu nierównej formy i braku doświadczenia zespół z trudem uratował się w sezonie 1961 przed powrotem do II ligi. Nie udało się to w kolejnym sezonie i zespół spadł do II ligi. W tym sezonie Stal otrzymała puchar PZPN za 1. miejsce w klasyfikacji fair play.
Aby uskutecznić powrót do I ligi, dokonano wzmocnień w postaci sprowadzenia kilku zdolnych piłkarzy ze Śląska i Krakowa, powrócił także renomowany trener Michał Matyas. Nie dało to jednak oczekiwanych rezultatów i w sezonach 1962/63, 1963/64, 1964/65 oraz 1965/66 Stal zajmowała słabe miejsca, kolejno 10., 12., 8., 7., aż do zupełnego załamania w sezonie 66/67, kiedy to zajęła 14. miejsce i spadła do III ligi.
Dobrze wiodło się mieleckim juniorom, którzy w 1964 zdobyli wicemistrzostwo Polski.

#### 1967–1972 – powrót do I ligi
W sezonie 1967/68 powrót do II ligi jeszcze się nie udał, jednak w kolejnym sezonie zarząd postawił drużynie za cel zdobycie awansu na 30-lecie klubu. Poprawa gry i postępy własnych wychowanków zadecydowały o awansie w sezonie 1968/69. Do zespołu sprowadzono młodego śląskiego trenera Andrzeja Gajewskiego, który z mielecką drużyną zdecydowanie wygrał drugoligowe rozgrywki, wyprzedzając drugi w tabeli Star Starachowice o 7 punktów. Rozpoczął się marsz na szczyty polskiego futbolu. Potencjał drzemiący w piłkarzach Stali pokazał mecz sparingowy rozegrany 23 lutego 1969 z ówczesnym mistrzem Polski Ruchem Chorzów, wygrany 5:0. Sukces powtórzono w następnym sezonie i Stal awansowała z 2. miejsca do I ligi.
Ponownie sukcesy odnosiła drużyna juniorów zdobywając w 1968 i 1969 3. miejsca w kraju.
W dniach 20–22 lipca 1969 rozegrano turniej z okazji XXX–lecia klubu Stal Mielec. W turnieju uczestniczyły drużyny Dynamo Berlin (NRD, I liga), Erzsebeti Vasas TK Budapest (Węgry, II liga), Stal Rzeszów i Stal Mielec. Turniej wygrali mielczanie.
Sezon 1970/71 zespół ukończył na 10. miejscu co pozwoliło mu utrzymać się w I lidze, a w pamięć zapadł kibicom inauguracyjny mecz z Wisłą Kraków wygrany 5:2.
W lutym 1971 drużyna udała się na obóz szkoleniowy do azjatyckiej części ZSRR. Podczas wyjazdu trwającego 17 dni piłkarze odwiedzili Aszchabad w Turkmenistanie, Duszanbe w Tadżykistanie i Frunze w Kirgistanie, rozgrywając 4 spotkania towarzyskie, m.in. ze Spartakiem Moskwa.
W czerwcu i lipcu 1971 Stal Mielec uczestniczyła także pierwszy raz w międzynarodowych rozgrywkach o Puchar Lata (Intertoto), w którym zajęła pierwsze miejsce w grupie wygrywając wszystkie mecze. Rok później mielczanie ponownie wystąpili w Pucharze Lata, jednak zajmując 3. miejsce nie powtórzyli sukcesu (więcej w artykule Stal Mielec w europejskich pucharach).
W sezonie 1971/72 zanotowano postęp, kończąc rozgrywki na miejscu 5. Pierwszym mielczaninem w reprezentacji Polski został Grzegorz Lato.

#### 1972/1973 – I mistrzostwo Polski
Sezon 1972/73 był sezonem szczególnym, gdyż Stal zdobyła swój pierwszy tytuł mistrza Polski, a Grzegorz Lato został królem strzelców. Sukces osiągnięto dzięki wielu znakomitym piłkarzom grającym wówczas w drużynie oraz (jedynemu w historii drużyny) zagranicznemu trenerowi Karolemu Kontha (Węgry). Wiele meczów udało się wysoko wygrać, nie tylko u siebie, ale również na wyjeździe.
Jako mistrz, drużyna zadebiutowała w Pucharze Europy, jednak odpadła w pierwszej rundzie po pojedynku z jugosłowiańską Crveną Zvezdą Belgrad. W reprezentacji coraz większą rolę zaczęli odgrywać mieleccy piłkarze, a jedną z najsłynniejszych bramek w historii polskiej piłki – bramkę w meczu Polska–Anglia, dającą Polakom awans do MŚ'74 – strzelił pochodzący z Rzeszowa Jan Domarski, po akcji dwóch innych mielczan – Henryka Kasperczaka i Grzegorza Lato.

#### 1973–1975 – nadal u szczytu, MŚ'74, PUEFA
W kolejnym sezonie mielczanie utrzymali wysoki poziom i zajęli 3. miejsce po ciężkiej walce ze śląskimi drużynami. Z pamiętnych meczów wygrano z ŁKS Łódź 7:0 oraz ze Śląskiem Wrocław 5:0 na ich terenie.
1974 był rokiem Mistrzostw Świata w Niemczech, gdzie Polacy wywalczyli 3. miejsce, a piłkarze Stali mieli w tym swoją zasługę (trójka Lato, Kasperczak, Domarski). Ponadto Grzegorz Lato został wtedy jedynym polskim królem strzelców na Mistrzostwach Świata trafiając do bramki 7 razy.
W czasie wakacji w 1974 zorganizowano pierwszy Turniej z okazji święta 22 lipca w dniach 20–22 lipca. Impreza stała się cykliczna i rozgrywano ją z małymi przerwami do pierwszej połowy lat 90., a także w ramach obchodów 65-lecia klubu w 2004 (więcej: turnieje z okazji święta 22 lipca). Na pierwszą edycję Stal zaprosiła Tatran Preszów, Karpaty Lwów i Gwardię Warszawa. Ostatecznie gospodarze zajęli w imprezie trzecie miejsce. Miesiąc później Stal wystąpiła w VI turnieju Ciudad de Palma de Mallorca na Majorce, zastępując Spartak Moskwa. W turnieju zagrały także FC Barcelona, Real Palma de Mallorca i Austria Wiedeń. Po pokonaniu Realu Palma de Mallorca 2:0, w finale po zaciętym meczu Stal uległa Barcelonie 1:2.
Po mistrzostwach nastąpił kolejny udany dla mielczan sezon, w którym wywalczyli oni wicemistrzostwo Polski. Grzegorz Lato kontynuował swoją strzelecką passę, ponownie zdobywając tytuł króla strzelców I ligi.
W roku 1975 rozegrano także wiele spotkań międzynarodowych. Jako wicemistrz Polski, Stal uczestniczyła w Pucharze UEFA, eliminując kolejno duński Holbæk B&I, enerdowską Carl Zeiss Jena i czechosłowacką Inter Bratysława, dzięki czemu awansowała do ćwierćfinału tych rozgrywek. Poza tym odbyły się towarzyskie spotkania z reprezentacją Buenos Aires (2:3) i Estudiantes La Plata (2:1) w Argentynie oraz z Girondins Bordeaux (1:2) i Merignac (4:0) we Francji.

#### 1975/1976 – II mistrzostwo Polski, mecze pucharowe, IO'76
W kolejnym sezonie skład niewiele się zmienił, a trenerem został Edmund Zientara. Walka o mistrzostwo była bardzo zacięta i toczyła się do ostatniej kolejki między 4 zespołami. Stali udało się pokonać konkurentów i swoje mistrzostwo przypieczętowała w ostatniej kolejce zwycięstwem z ROW Rybnik na wyjeździe (5:2). Szlagierem sezonu okazał się mecz z Legią Warszawa wygrany u siebie 6:0.
Równie dobrze wiodło się mielczanom w Pucharze Polski, w którym dotarli aż do finału. Po pokonaniu BKS Bielsko, Włókniarza Łódź, Odry Opole i GKS Jastrzębie, w meczu finałowym rozegranym 1 maja 1976 w Warszawie lepszy okazał się Śląsk Wrocław wygrywając 2:0.
Wiosną 1976 został dokończony Puchar UEFA, jednak mielczanie nie sprostali w ćwierćfinale Hamburgerowi SV (RFN) i po remisie 1:1 w Hamburgu, zostali pokonani 0:1 w Mielcu i odpadli z dalszych rozgrywek. Nie zmienia to jednak faktu, że dotarcie do tego szczebla rozgrywek było bardzo dużym osiągnięciem. Jesienią odbyły się mecze Pucharu Europy. W I rundzie Stal Mielec zmierzyła się ze słynnym Realem Madryt (Hiszpania), było to dla Mielca wielkie wydarzenie. Po dwóch wyrównanych, ale przegranych meczach (1:2 w Mielcu i 0:1 w Walencji), mielczanie musieli uznać wyższość Hiszpanów i odpadli z rozgrywek. Mecz w Mielcu, podobnie jak ten z Hamburgerem SV, oglądało ok. 40 tys. widzów. w 1976 odbyły się także Igrzyska Olimpijskie w Montrealu z których Grzegorz Lato i Henryk Kasperczak przywieźli srebrne medale.

#### 1976–1982 – wzloty i upadki, kolejne mecze pucharowe
W sezonie 1976/77 nastąpiły niewielkie zmiany w składzie. Do Nîmes Olympique odszedł Jan Domarski, ale zespół wzmocnili m.in. Henryk Jałocha, Marek Chamielec, Andrzej Demko oraz olimpijski król strzelców z Górnika Zabrze Andrzej Szarmach. Szefowie Górnika nie chcieli dopuścić do transferu, interweniować musiał PZPN, przez co Szarmach nie zagrał w pierwszych sześciu kolejkach ligi i dwumeczu z Realem. Po rundzie jesiennej, w której Stal zajęła 3. miejsce, z klubu odeszli Edward Bielewicz, Włodzimierz Gąsior i Ryszard Sekulski, a na ich miejsce przyszli Andrzej Banasik, Andrzej Gac, Stanisław Karaś i Edward Załężny, którzy jednak nie zrównoważyły strat. Po porażce w 22. kolejce zrezygnowano z usług trenera Zientary, a sezon jako pierwszy trener dokończył jego dotychczasowy asystent Alfred Gazda. Przetasowania w składzie i kilka innych czynników sprawiło, że Stal zagrała słabiej i nie obroniła tytułu z poprzedniego sezonu, ale mimo to zajęła niezłe 4. miejsce z dwupunktową stratą do wicemistrza.
W dniach 15–17 lipca 1977 odbyła się III edycja Turnieju z okazji 22 lipca. Przed rozpoczęciem pierwszego meczu uroczyście pożegnano odchodzących Ryszarda Sekulskiego (375 meczów w Stali, w tym 140 ligowych i 40 bramek) oraz Edwarda Bielewicza (114 meczów, w tym 52 ligowe).
W kolejnym sezonie dokonano kolejnych wzmocnień, jednak można było zauważyć oznaki kryzysu, który spowodował zajęcie „dopiero” 8. miejsca w lidze.
W dniach 12 i 13 sierpnia 1978 Stal uczestniczyła w XIV edycji Trofeo Colombino w hiszpańskiej Huelvie. Turniej odbywał się między 4. a 5. kolejką polskiej ligi. W turnieju oprócz Stali udział wzięły hiszpańska Sevilla FC, rumuńskie FC Dinamo Bukareszt oraz gospodarz Recreativo Huelva. Pokonując w półfinale Sevilla FC i w finale FC Dinamo Bukareszt Stal zdobyła puchar. W mieleckiej drużynie za zgodą PZPN, oprócz 15 piłkarzy z podstawowego składu, zagrał także Marian Zalastowicz (strzelając nawet Sevilli zwycięską bramę), którego Stal wówczas zamierzała zakupić, jednak w końcu w wyniku braku porozumienia zainteresowanych klubów transfer nie doszedł do skutku. Rok później Stal wystąpiła w kolejnej edycji pucharu. Tym razem oprócz gospodarzy przeciwnikami było KSK Beveren i Real Betis. Po porażce w półfinale z gospodarzem, spadkowiczem z I ligi, w meczu o trzecie miejsce również przegrała, tym razem z mistrzem II ligi hiszpańskiej Realem Betis i ostatecznie zajęła ostatnie 4. miejsce (więcej w sekcji Stal w Trofeo Colombino).
W sezonie 1978/79 Stal grała już bez jednego ze swoich najlepszych zawodników w historii – Henryka Kasperczaka, który przeszedł do FC Metz, ale pozyskano Włodzimierza Ciołka. Nastąpił powrót formy i ostatecznie mielczanie zajęli 3. miejsce tracąc tylko 3 punkty do mistrza. W I rundzie Pucharu UEFA Stal niespodziewanie nie potrafiła sobie poradzić z Århus GF z Danii i odpadła po remisie na wyjeździe i porażce na własnym terenie.
Sezony 1979/80 i 1980/81 to kolejne słabe lata. Stal Mielec zajęła w nich kolejno 13. i 9. miejsce. Po sezonie 1979/80 do KSC Lokeren odszedł Grzegorz Lato, Zygmunt Kukla przeszedł do ateńskiego Apollonu Smyrnis, a Andrzej Szarmach przeniósł się do AJ Auxerre. W sezonie 1981/82 nastąpiła przebudowa zespołu (zakupiono m.in. Dariusza Kubickiego). Mieleckiej drużynie udało się zająć 3. miejsce i zakwalifikować do Pucharu UEFA, jednak kolejny raz skończyło się na I rundzie. Mecze z belgijskim KSC Lokeren były wyrównane, oba zakończyły się remisem, lecz o awansie drużyny belgijskiej zadecydowała bramka strzelona w Mielcu. Na meczu w Mielcu po raz kolejny był nadkomplet publiczności – ok. 40 tys. kibiców.

#### 1982–1988 – kryzys
W sezonie 1982/83 mimo silnego składu i ku zaskoczeniu piłkarskiego środowiska Stal grała bardzo słabo. Po dziewięciu słabych kolejkach w wykonaniu Stali, na stanowisku trenera Józef Walczak został zastąpiony przez Witolda Karasia. Jednak po rundzie jesiennej drużyna zajmowała ostatnie, 16. miejsce w tabeli, więc w rundzie wiosennej zespół poprowadził nowy trener Jacek Machciński. Po kolejnych słabych występach, czwartym z kolei w tym sezonie trenerem Stali został 8 maja 1983 Marian Kosiński, który w następnych pięciu meczach zdobył 9 na 10 możliwych punktów. Jednak to nie wystarczyło i Stal zajmując 15. miejsce została zdegradowana do II ligi.
W pierwszym sezonie w II lidze od 13 lat, po wielu roszadach (po degradacji wielu piłkarzy odeszło do innych klubów), Stal zajęła 3. miejsce i nie udało jej się powrócić do I ligi. Powiodło się to dopiero w następnym sezonie, kiedy drużyna zajęła 1. miejsce.
Po powrocie mielczanom szło bardzo źle i pomimo że w sezonie 1985/86 utrzymali się w I lidze zajmując 11. miejsce, to w sezonie 1986/87 nie udało się i po słabej postawie, kończąc rozgrywki na 15. miejscu Stal powróciła na 1 sezon do II ligi. Po dużych zmianach w drużynie (m.in. wprowadzenie kilku wychowanków i ponowne zatrudnienie Włodzimierza Gąsiora) mielczanie bez problemu zakończyli rozgrywki sezonu 1987/88 na 1. miejscu, przegrywając tylko dwa mecze na wyjeździe. Drugą w tabeli Wisłę Kraków wyprzedzili o 8 punktów. Awansując, rozpoczęli swój ostatni jak na razie „pobyt” w ekstraklasie, który trwał 8 lat.

#### 1988–1996 – I liga po raz ostatni
Pierwszy sezon po powrocie do ekstraklasy był bardzo udany, odmłodzonej drużynie udało się zająć 5. miejsce. Stal wzięła także po raz trzeci udział w międzynarodowych rozgrywkach o Puchar Lata (Intertoto), ale mimo dobrej postawy, zajęła dopiero 3. miejsce w grupie (mając tyle samo punktów co jej zwycięzca Næstved z Danii, ale gorszy bilans bramkowy).
W kolejnych sezonach mielczanom nie wiodło się już tak dobrze i w latach 1989–1992 zajmowali kolejno 11., 15. i 13. miejsce. W sezonie 1990/91 po zajęciu przedostatniego 15. miejsca od spadku uratowało ich pokonanie w barażach Miedzi Legnica (1:3 i 3:0). W sezonie 1991/92 nastąpiła duża przebudowa składu. Do klubu przyszli m.in. pierwsi w historii zagraniczni zawodnicy: Aleksiej Tierieszczenko z Antracytu Kirowks (Ukraina) i Siergiej Raliuczenko z Metallista Charków (Ukraina), wprowadzono wychowanków, m.in. Bogusława Wyparło. Na stanowisku trenera pojawiła się legenda mieleckiej piłki – Grzegorz Lato, a drugim trenerem został Janusz Białek stawiający pierwsze kroki jako szkoleniowiec. W kolejnym sezonie, po kilku wzmocnieniach i równej grze (m.in. remis na wyjeździe z Mistrzem Polski Lechem Poznań), udało się wywalczyć 6. miejsce.
Po sezonie do Olimpii Poznań odszedł trener Lato, jego miejsce zajął Witold Karaś z asystentem Krzysztofem Rześnym. Drużyna w sezonie 1993/94 grała coraz słabiej, po nieudanej rundzie jesiennej zmieniono trenera na Franciszka Smudę (debiutującego w roli trenera w Polsce), jego asystentem został Jan Złomańczuk, a kierownikiem drużyny Edward Oratowski, zatrudniono także menedżera Edwarda Sochę. Zakupiono Bogusława Cygana, Pawła Kloca i kolejnego obcokrajowca – Ołeksandra Spiwaka z Doniecka (Ukraina). 1 stycznia 1994 sponsorem i prezesem Autonomicznej Sekcji Piłki Nożnej został niemiecki przedsiębiorca Thomas Mertel. Dzięki tym zmianom mielczanie zagrali dobrą rundę wiosenną i wydostali się ze strefy spadkowej na 11. miejsce.
Na początku sezonu 1994/95 Stal została zaproszona do Norymbergi, gdzie rozegrała sparing z reprezentacją Kuwejtu i wygrała 1:0 po golu Daniela Konopelskiego. W lidze wiodło się znacznie gorzej i ostatecznie Stal zajęła 11. miejsce ratując się przed degradacją. Mimo słabej postawy zespołu, królem strzelców I ligi został Bogusław Cygan (16 goli). Mimo pewnych wzmocnień w sezonie 1995/96, kryzys w drużynie się pogłębił i zespół po zajęciu przedostatniego 17. miejsca, został zdegradowany do II ligi.

#### 1996–1997 – upadek
W sezonie 1996/97 trenerem drużyny ponownie został Grzegorz Lato z asystentem Witoldem Karasiem. Początek sezonu był udany, po ósmej kolejce Stal zajmowała 3. miejsce, nie przegrywając żadnego spotkania. Jednak mimo początkowych zwycięstw, z czasem szło coraz gorzej. Kłopoty finansowe doprowadziły do sprzedania wielu czołowych mieleckich piłkarzy (m.in. Krzysztofa Boćka, Bogusława Cygana, Bogusława Wyparły). Sytuacja stawała się coraz gorsza – 30 października piłkarze nie wyszli do meczu szesnastej kolejki z Cracovią strajkując w ten sposób przeciw brakom wypłat. Rozwiązano umowę z Thomasem Mertelem, który nie wywiązywał się ze swoich zobowiązań finansowych. Długi cały czas rosły. Drużyna grała coraz gorzej i po rundzie jesiennej zajmowała ostatnie 18. miejsce, a w rundzie wiosennej większość meczów przegrywała. Kolejni gracze odchodzili (Rafał Domarski, Paweł Kloc, Ryszard Federkiewicz), a w zamian wprowadzono do gry wychowanków. 12 czerwca 1997 na Walnym Zgromadzeniu Członków FKS PZL–Stal zdecydowano o likwidacji klubu i wycofaniu drużyny piłkarskiej z rozgrywek. Na cztery kolejki przed końcem sezonu Stal przestała istnieć.

### Jako samodzielny klub piłkarski (od 1997)

#### 1997–2000
4 czerwca 1997 zarejestrowane zostało stowarzyszenie Mielecki Klub Piłkarski Stal powstałe z inicjatywy trenerów i działaczy, którzy chcieli ocalić spuściznę upadającego klubu. Jednak w sezonie 1997/98 Stal nie funkcjonowała. Zgłosiła się do rozgrywek IV ligi podkarpackiej, ale na około dwa tygodnie przed startem ligi wycofała się z rozgrywek z powodu braku drużyny seniorów (nowy klub posiadał tylko drużyny młodzieżowe). Wycofała się także z II rundy rozgrywek Pucharu Polski oddając walkowerem mecz z OKS Brzesko. Większość piłkarzy odeszła do innych klubów, ale na kolejny sezon udało się skompletować zespół. Rozgrywki rozpoczęto od V ligi. Plany były ambitne: w ciągu 2 lat dostać się do III ligi, a następnie w ciągu kilku sezonów powrócić do ekstraklasy. Początek był obiecujący, już po pierwszym sezonie (1998/99) mielczanie awansowali do IV ligi, jednak kolejne sezony sprowadziły mielczan na ziemię. W sezonie 1999/2000 zajęli dopiero 12. miejsce w IV lidze.

#### 2000–2012 – próby odbudowy pozycji klubu
Od kilku lat kadrę stanowią głównie młodzi mieleccy zawodnicy. W 2003 na życzenie kibiców zmieniono nazwę na Klub Sportowy FKS Stal Mielec (FKS jest teraz nazwą własną, a nie, tak jak dawniej, skrótem od Fabryczny Klub Sportowy).
W 2004 z okazji 65-lecia klubu Stowarzyszenie Sympatyków Stali „3xS” oraz Korso zorganizowało plebiscyt na Jedenastkę i Trenera Wszech Czasów Stali Mielec, w wyniku którego wybrano najlepszych piłkarzy i trenera w 65-letniej historii klubu.

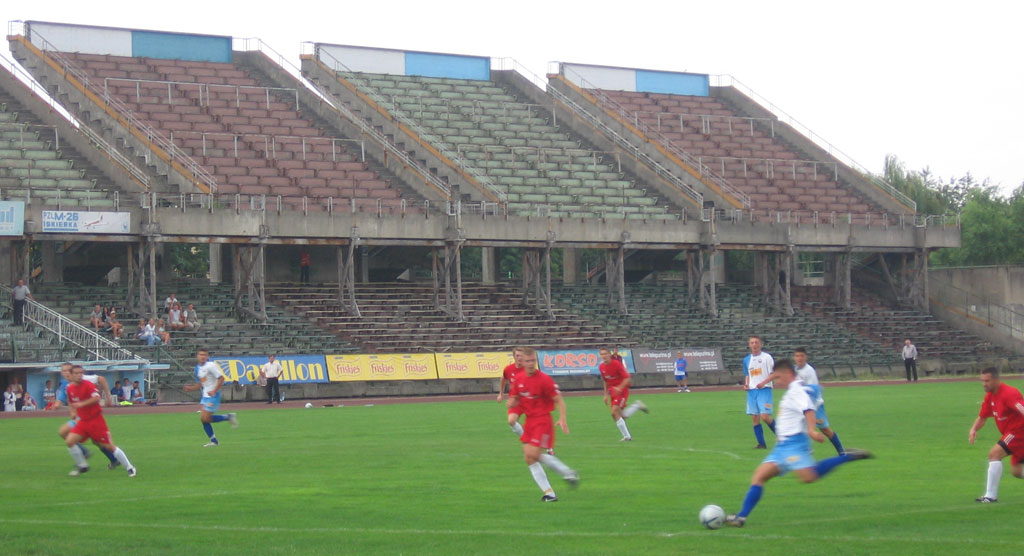
Akcja Stali w meczu z Błękitnymi Ropczyce 12.08.2006

W pierwszej dekadzie XXI wieku w przeciwieństwie do seniorów, doskonale radziły sobie drużyny młodzieżowe Stali. Juniorzy starsi zdobyli w 2006 3. miejsce, a w 2007 wicemistrzostwo Mistrzostw Polski Juniorów Starszych, a z kolei juniorzy młodsi zostali w 2007 Mistrzami Polski Juniorów Młodszych.
5 sierpnia 2007 w ramach przygotowań do nowego sezonu Stal rozegrała drugi w swojej historii mecz przeciw reprezentacji narodowej. Przeciwnikiem była reprezentacja Polski U-17 prowadzona przez Michała Globisza, a grali w niej dwaj piłkarze Stali: Marek Czopko i Maciej Gozdecki. Mielczanie wygrali 2:0 po golach Damiana Jędryki i Sebastiana Ryguły.
W sezonie 2007/08 w Stali nastąpiły niewielkie zmiany. Do drużyn Młodej Ekstraklasy odeszło kilku piłkarzy (m.in. najlepszy strzelec Piotr Kamiński) i trener Włodzimierz Gąsior, który został szkoleniowcem Młodej Korony Kielce. Jego następca, Janusz Białek, po 12 spotkaniach rundy jesiennej odszedł do występującej w Ekstraklasie Odry Wodzisław. Zastąpił go Zbigniew Hariasz, który jest od lat związany ze Stalą i był również trenerem juniorskich reprezentacji Polski. Do gry w pierwszej drużynie wprowadzani są piłkarze drużyn juniorskich, nie sprowadzono nowych piłkarzy z innych drużyn. Mimo słabszego początku sezonu, Stal Mielec po rundzie jesiennej zajmowała 4. miejsce. 1 stycznia 2008 trenerem mieleckiej drużyny został jej wychowanek Andrzej Jaskot. W rundzie wiosennej Stal utrzymała pozycję z półmetka rozgrywek i z 4. miejsca awansowała do nowej III ligi utworzonej po reformie rozgrywek.
Przed sezonem 2008/09 w nowej III lidze na stanowisku trenera nastąpiła zmiana. Nowym szkoleniowcem I drużyny został kolejny mielecki wychowanek, Grzegorz Wcisło. Koordynatorem został Zbigniew Hariasz. Przed końcem sezonu I trenerem został ponownie Zbigniew Hariasz, a Grzegorz Wcisło został przeniesiony na stanowisko II trenera. Sezon 2008/09 drużyna Stali zakończyła na 11. miejscu, ostatecznie utrzymując się w III lidze, po sezonie spędzonym głównie na miejscach w strefie spadkowej. Na sezon 2009/10 trenerem Stali został Janusz Białek, który po niecałych trzech miesiącach został zastąpiony przez Zbigniewa Hariasza. Sezon 2009/10 Stal zakończyła na 13. miejscu, tuż nad strefą spadkową, utrzymując się w III lidze.
W kolejnym sezonie nastąpiło kilka zmian na stanowisku trenera. Od lipca trenerem został Grzegorz Wcisło, przez część września prowadził on drużynę wspólnie z Mariuszem Łucem, a od 20 września Mariusz Łuc został samodzielnym trenerem. Ostatecznie 10 stycznia 2011 trenerem Stali został ponownie Tomasz Tułacz. Drużyna pod jego wodzą zajęła w sezonie 2010/11 14. miejsce w lidze, co miało skutkować degradacją do IV ligi. Ostatecznie Stal utrzymała się, ponieważ Bogdanka II Łęczna zrezygnowała z udziału w rozgrywkach III ligi.
Rundę jesienną sezonu 2011/2012 Stal zakończyła na przedostatnim miejscu w tabeli. W czasie przerwy zimowej doszło do zmiany zarządu klubu, prezesem został Andrzej Podraza, który postawił sobie za cel uratowanie Stali z zapaści finansowej i sportowej. Zmieniono także trenera, po 11 latach na stanowisko powrócił Roman Gruszecki. Ostatecznie, po zdecydowanie lepszej rundzie wiosennej, Stal zajęła 10. miejsce, zapewniając sobie utrzymanie w III lidze.

#### 2012–2020 – powrót na szczebel centralny
Przełomowy sezon 2012/2013 zespół rozpoczął z trenerem Włodzimierzem Gąsiorem, powracającym na mielecką ławkę trenerską z Korony Kielce. Rundę jesienną mielecka drużyna zakończyła na 2. miejscu w tabeli, ustępując jedynie Tomasovii. Na początku rundy wiosennej po 16 latach do Stali powrócił z upadającego ŁKS Łódź wychowanek Bogusław Wyparło, zajmując pozycję pierwszego bramkarza. Po 14 latach spędzonych na 4. szczeblu rozgrywek (IV i nowa III liga) Stal Mielec awansowała do II ligi, zajmując 1. miejsce w tabeli. Awans został zapewniony już w przedostatniej kolejce, dzięki zwycięstwu nad Izolatorem Boguchwała.
Nowo oddany po remoncie stadion oraz odbudowana nadzieja na polepszenie sytuacji klubu wśród kibiców zapewniły najwyższą frekwencję w II lidze i 16. pozycję w skali kraju. Po niezwykle udanej rundzie jesiennej sezonu 2013/2014 Stal zajmowała 2. miejsce w tabeli, dające awans do I ligi, co jak na beniaminka było sporym osiągnięciem. Jednak siedem meczów rundy wiosennej zakończone zostały porażką, a w pozostałych 4 meczach udało się wywalczyć 8 punktów. Spowodowało to spadek do dolnej połowy tabeli i konieczność walki o utrzymanie (w wyniku reformy rozgrywek, utrzymanie w nowej, jedno grupowej II lidze dawały miejsca 3-8). Odpowiedzialność za złe wyniki wziął na siebie trener Gąsior i po porażce z przedostatnią w tabeli Concordią podał się do dymisji. Zastąpił go początkowo tylko do końca sezonu Rafał Wójcik, pełniący do tej pory rolę asystenta trenera, który wyprowadził drużynę ostatecznie na 7. miejsce, zgarniając 16 punktów w ostatnich 8 kolejkach. Dzięki temu udało się wywalczyć utrzymanie w nowej II lidze.
Sezon 2014/2015 Stal zakończyła na 8. miejscu w tabeli II ligi. Runda jesienna, która rozpoczęła się od odpadnięcia z rozgrywek Pucharu Polski i zdobyciem zaledwie 5 punktów w 6 meczach, zarząd drużyny postanowił zastąpić Wójcika na stanowisku trenera Januszem Białkiem, który do tej pory pełnił rolę trenera juniorów. Po zmianie trenera klub systematycznie punktował docierając w 17. kolejce sezonu na 5. miejsce w tabeli, aby ostatecznie zakończyć sezon w połowie tabeli na 8. miejscu. Drużyna została nagrodzona przez PZPN za: średnią frekwencję i całkowitą liczbę kibiców na stadionie, ciągi komunikacyjne, sanitariaty, politykę informacyjną klubu, organizowanie wejścia dla kibiców gospodarzy oraz współpracę z innymi podmiotami. Otrzymano nagrodę „Bezpieczny Stadion”.
Kolejny sezon 2015/2016 okazał się być dla mielczan historycznym. Już po rundzie jesiennej biało-niebiescy przewodzili stawce z przewagą dwóch punktów nad Wisłą Puławy, tylko raz po 13. kolejce spadając na 2. miejsce w tabeli po remisie 1:1 z Siarką Tarnobrzeg w meczu rozegranym u siebie. Ostatecznie awans zapewniony został na trzy kolejki przed końcem rozgrywek, po zwycięstwie w Mielcu nad ROW-em Rybnik 3:0. Dla drużyny oznaczało to powrót po 19 latach na zaplecze Ekstraklasy.
Sezon 2016/2017 zaczął się niefortunnie dla piłkarzy, którzy po pierwszych dziewięciu kolejkach zdobyli tylko 5 punktów początkowo remisując, a następne ponosząc porażki. Pomimo udanie rozpoczętych meczów w Pucharze Polski, gdzie po zwycięskim spotkaniu 3:2 z Wisłą Płock, ówczesnym beniaminkiem Ekstraklasy, Stal odpadła po porażce w Chojnicach 0:2. Doprowadziło to do dymisji trenera Białka. Na jego miejsce zatrudniono Zbigniewa Smółkę. Pod jego wodzą mielczanie zmienili znacznie swój charakter gry i stali się fenomenem I ligi, co było podkreślane przez reporterów Polsat Sport. Sposób gry był bardzo dynamiczny i nie ustępował klubom lepszym o znacznie większym zapleczu finansowym i kadrowym.
Pod koniec sezonu doszło do małej afery w związku z doniesieniami medialnymi o możliwych nieprawidłowościach z przebywaniem w Polsce zawodnika Borisa Milekica, jak również ze złożonym przez klub Miedź Legnica protestem w sprawie meczu 31. kolejki rozgrywek I ligi między drużynami Miedź Legnica – Stal Mielec. PZPN wszczął postępowanie wyjaśniające, a klub Stali Mielec został zobowiązany do złożenia stanowiska w sprawie. Przy ewentualnych walkowerach Stali aktualny wicelider I ligi, którym był Górnik Zabrze, spadłby z lokaty premiowanej awansem. Zyskałaby by czwarta w tabeli Miedź Legnica, której do awansu wystarczyłoby zwycięstwo w ostatniej kolejce z Sandecją Nowy Sącz. Natomiast na dole tabeli walkę o utrzymanie do tej pory podejmowały Bytovii Bytów i Wisły Puławy, a przy ewentualnych karach również Stomil Olsztyn i Stal Mielec. Ostateczne komisja PZPN-u uznała, że skoro zawodnik posiadał prawo do pracy, jak również był zgłoszony do rozgrywek, to Stali nie należy karać walkowerami, a PZPN nie został powiadomiony o wygaśnięciu prawa do pobytu i stwierdził, że nie powinno karać się zespołu wstecz, a jedynie w przód przy pomocy kary finansowej.
Pierwszy sezon w I lidze Stal zakończyła na 10. miejscu z dorobkiem 45 punktów.
Sezon 2017/2018 okazał się udany z powodu osiąganych wyników. Trener Smółka miał więcej czasu na przygotowanie zespołu w przerwie między sezonami. Sezon zakończony został na ósmym miejscu, a w okresie między 21 listopada 2017 a 31 marca 2018 podopieczni Smółki nie przegrali ani razu, osiągając serię ośmiu spotkań bez porażki. Trzykrotnie podczas sezonu Stal zdobywała fotel wicelidera tabeli w 22., 23. i 26. kolejce sezonu. Jednym z najlepszych zawodników w kadrze okazał się wypożyczony z Legii Warszawa bramkarz Radosław Majecki. Przystępując do rozgrywek I ligi w został przebudowany w znacznym stopniu skład drużyny, która sprowadziła aż 22 zawodników: 15 na rundę jesienną, 6 na rundę wiosenną i 1 jednego zawodnika w lipcu. Sezon zainaugurowany zwycięstwem na własnym stadionie ze spadkowiczem z Ekstraklasy – Ruchem Chorzów 1:0. Jednym z najbardziej zaciętych meczów, jaki przyszło rozegrać rozegrał się w Łęcznej gdzie pokonano Górnik Łęczna 4:3. Końcówka rozgrywek dla Stali Mielec wydawała się z szansą na awans do Ekstraklasy. W 29 kolejce zajmowali drugie premiowane awansem miejsce, a kolejne kolejki kończyły się porażkami głównych rywali, lecz również i drużyny Mieleckiej. Z powodu niewielkiej różnicy punktów wśród drużyn na szycie tabeli nie doszło do awansu. Dobre wyniki osiągane w Mielcu sprawiły, że Smółka znalazł się na liście trenerów, którzy wkrótce mogli zawitać w ekstraklasie. Doniesienia w serwisie Twitter przewidywały możliwość odejścia do Arki Gdynia, za kwotę odstępną za trenera który posiadał jeszcze roczny kontrakt. Po przegranym meczu z Bytovią Bytów awans Stali Mielec do ekstraklasy stał się niemożliwy. Skutkowało to podjęciem decyzji trenera o przejściu do drużyny grającej szczebel wyżej – Arki Gdynia.
We wrześniu 2018 ogłoszono, że sponsorem tytularnym klubu zostało przedsiębiorstwo PGE z Skarbu Państwa (przyjęto wówczas nazwę marketingową PGE FKS Stali Mielec). Po odejściu trenera nową osobą powołaną na to stanowisko od sezonu 2018/2019 był Artur Skowronek, który dotychczas prowadził zespół Wigry Suwałki. Pierwszym osłabieniem składu był koniec wypożyczenia bramkarza Majeckiego. Odchodzący trener Smółka zabrał z sobą do Arki Gdynia również dwóch ofensywnych zawodników: Michała Janotę i Maksymiliana Banaszewskiego. W ramach wzmocnień wrócił do drużyny z Ruchu Chorzów Bartosz Nowak i Andrea Prokić z GKS Katowice oraz sprowadzono Grzegorza Tomasiewicza i wypożyczono Sebastiana Bergiera. Ważną postacią w życiu klubu zaczął od tego sezonu być Tomasz Poręba. Wspierał klub swoim doradztwem w kadrach kierowniczych i wspomagał pozyskiwanie sponsorów i nowych zawodników. Na zakończenie rundy jesiennej klub tracił zaledwie jeden punkt do promowanego drugiego miejsca w tabeli. Dało to ponownie nadzieję wywalczenia pozycji o grę w Ekstraklasie w przyszłym sezonie. Ostatecznie zabrakło punktów zajmując 3 miejsce w tabeli.
Przed rozpoczęciem sezonu 2019/20 Stal wybrała się na zgrupowanie do USA, świętując tym samym 80-lecie powstania klubu. Po bardzo dobrym początku Stal w kolejkach 6-8 była liderem rozgrywek, ale później po dwóch porażkach ze Stomilem i GKS-em Tychy posadę niespodziewanie stracił Artur Skowronek, którego zastąpił pracujący wówczas w trzecioligowym KKS-ie Kalisz Dariusz Marzec. Powodem decyzji wg ówczesnego prezesa było nadmierne zainteresowanie Skowronkiem ekstraklasowych klubów, które co jakiś czas rozważały sięgnięcie po trenera. Stal po pewnych perturbacjach (przegrana w Głogowie czy Opolu) przerwę zimową spędziła na drugim miejscu w tabeli.
Po rozpoczęciu rozgrywek wiosną, Stal przegrywa 0:3 z Bruk-Bet Termaliką Nieciecza i spada na trzecie miejsce, a zaraz później w Polsce pojawiają się obostrzenia związane z wybuchem pandemii COVID-19. Rozgrywki zostają przerwane na prawie kwartał. Po powrocie w czerwcu staje się jasne, że o dwa miejsca gwarantujące pewny awans do Ekstraklasy walkę podejmą ze Stalą Podbeskidzie Bielsko-Biała oraz Warta Poznań. Końcówka sezonu to rywalizacja głównie z drużyną z Poznania, którą ostatecznie Stal wygrywa, a Warta trafia do baraży (które wygrywa i również awansuje).
W przedostatniej kolejce sezonu 2019/2020 Stal Mielec wygrała z Zagłębiem Sosnowiec 3:0 i zapewniła sobie awans do Ekstraklasy. Tydzień później pokonuje Chojniczankę 4:1 i nieoczekiwanie wyprzedza Podbeskidzie, zostając mistrzem 1 ligi.
W 2020 utworzono sekcję piłkarską kobiet PGE FKS Stal Mielec.

#### 2020–2025 – Stal w Ekstraklasie
W sezonie 2020/21 Stal wróciła do Ekstraklasy, z której spadała wówczas jedynie ostatnia drużyna (sezon 20/21 był ostatnim przed poszerzeniem ligi z 16 do 18 zespołów). Jeszcze przed startem rozgrywek niespodziewanie posadę trenera stracił Dariusz Marzec, a Stal przejął jego imiennik, Dariusz Skrzypczak. Po słabym początku w wykonaniu Stali zastąpił go Leszek Ojrzyński, ale i jemu nie było dane doczekać końca sezonu na stanowisku - po bezbramkowym remisie z Wartą Poznań zostaje zwolniony, a drużynę przejmuje legenda klubu, Włodzimierz Gąsior. Stal ostatecznie po zaciętej rywalizacji z Podbeskidziem Bielsko-Biała, znowu dała radę je wyprzedzić i ostatecznie zajęła 15. miejsce w Ekstraklasie, dające utrzymanie. Najbardziej pamiętnymi spotkaniami tego sezonu były wyjazdowe zwycięstwa 3:2 na Łazienkowskiej z Legią Warszawa i 2:1 z Lechem Poznań.
W sezonie 2021/22 Stal po fantastycznej rundzie jesiennej i dramatycznie słabej rundzie wiosennej zajęła 14. miejsce w Ekstraklasie.
W lipcu 2022 ogłoszono, że PGE ma pozostać sponsorem strategicznym Stali Mielec przez kolejne trzy lata. W sezonie 2022/23 podczas meczów z Cracovią i Legią na stadionie Stali pojawiło się 6543 kibiców, co ustanowiło rekord frekwencji obiektu. Na początku lipca 2024 roku PGE poinformowała, że z końcem lipca przestaje być sponsorem tytularnym Stali Mielec, więc z dniem 1 sierpnia 2024 roku klub powrócił do swojej wcześniej nazwy – FKS Stal Mielec.
Sezon 2024/2025 zakończył się spadkiem Stali z Ekstraklasy po 5 sezonach spędzonych na najwyższym poziomie ligowym.

## Sukcesy
I liga polska (obecnie Ekstraklasa)
- Mistrz Polski 1973, 1976
- Wicemistrz Polski 1975
- 3. miejsce 1974, 1979, 1982

Puchar Polski
- Finalista 1976
- Półfinalista 1977, 1984, 1990

Puchar UEFA
- Ćwierćfinalista 1976

Inne trofea
- Zimowy Puchar Miast 1954
- Puchar PZPN za 1. miejsce w klasyfikacji fair play 1962
- Puchar Intertoto UEFA (1. miejsce w grupie) 1971
- Trofeo Colombino 1978

Sukcesy drużyn juniorów
- Mistrz Polski Juniorów Młodszych (U-17) 2007
- Wicemistrz Polski Juniorów Starszych (U-19) 1964, 2007
- 3. miejsce Mistrzostw Polski Juniorów Starszych (U-19) 1968, 1969, 2006

## Stadiony

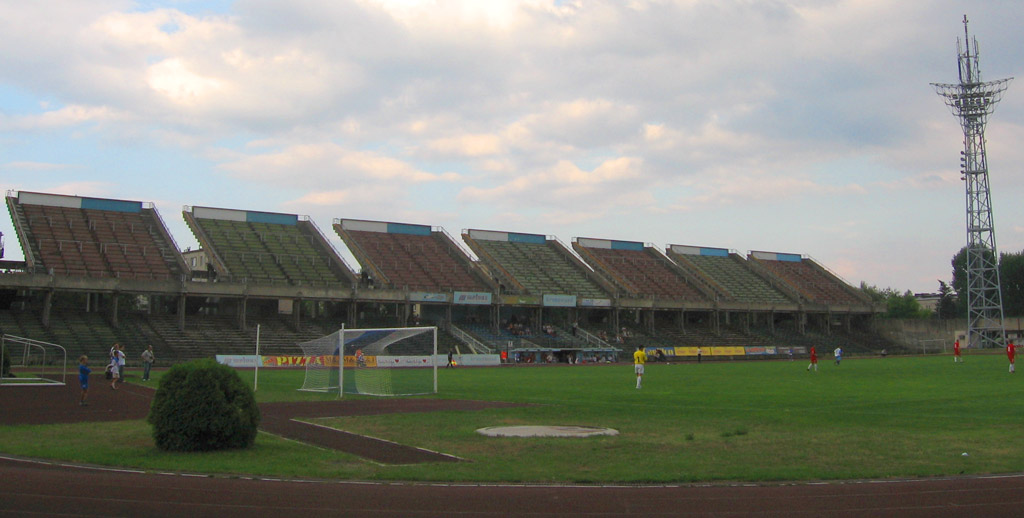
Stary Stadion Stali, trybuna od strony ul. Solskiego

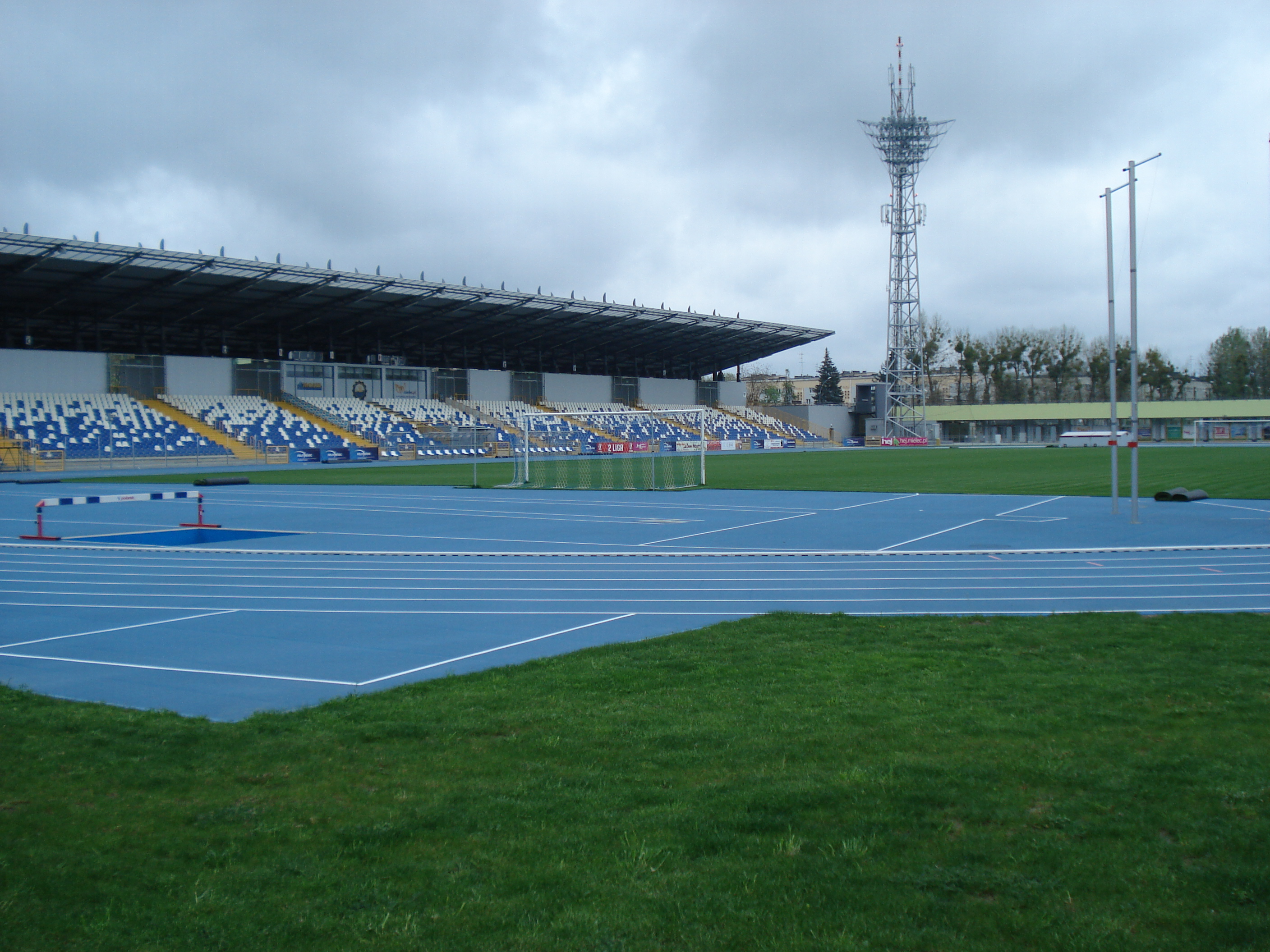
Nowy Stadion Stali

- 1945–1949 – stadion Żydowskiego Klubu Sportowego Makkabi Mielec (ul. Wolności, obecnie teren Hali Targowej). Został on wybudowany w latach 20. XX w. Posiadał boisko, bieżnię i kort tenisowy, ogrodzony był wysokim drewnianym płotem z bramą od ul. Wolności. Boisko to służyło zarówno piłkarzom Stali, jak i Gryfa Mielec. Po wybudowaniu stadionu przy ul. Wyspiańskiego przestał pełnić funkcje sportowe i został zmieniony na plac składowy.
- 1949–1953 – własny stadion przy ul. Wyspiańskiego (położony w kwadracie ulic: Wyspiańskiego, Konopnickiej, Kochanowskiego i Żeromskiego). Został otwarty 16 października 1949, inaugurującym spotkaniem był mecz 4. kolejki o mistrzostwo A-klasy przeciwko Resovii (7:2).
- od 1953 – Stadion Stali Mielec przy ul. Solskiego 1, pojemność 6864 miejsc (przed remontem 30 000), oświetlenie 2000 lx. Został otwarty w listopadzie 1953, inauguracyjnym meczem było towarzyskie spotkanie z II-ligową Garbarnią Kraków zakończone wynikiem 1:1 rozegrane podczas uroczystości związanych z otwarciem. Rekordowa frekwencja została zanotowana podczas meczów z Realem Madryt, Hamburgerem SV oraz KSC Lokeren, kiedy to na trybunach zasiadło około 40 tysięcy kibiców. Stadion przebudowano w latach 2011–2013, likwidując m.in. charakterystyczne górne trybuny. Oprócz piłkarzy Stali ze stadionu korzystają także lekkoatleci z LKS Mielec.

## Występy w rozgrywkach

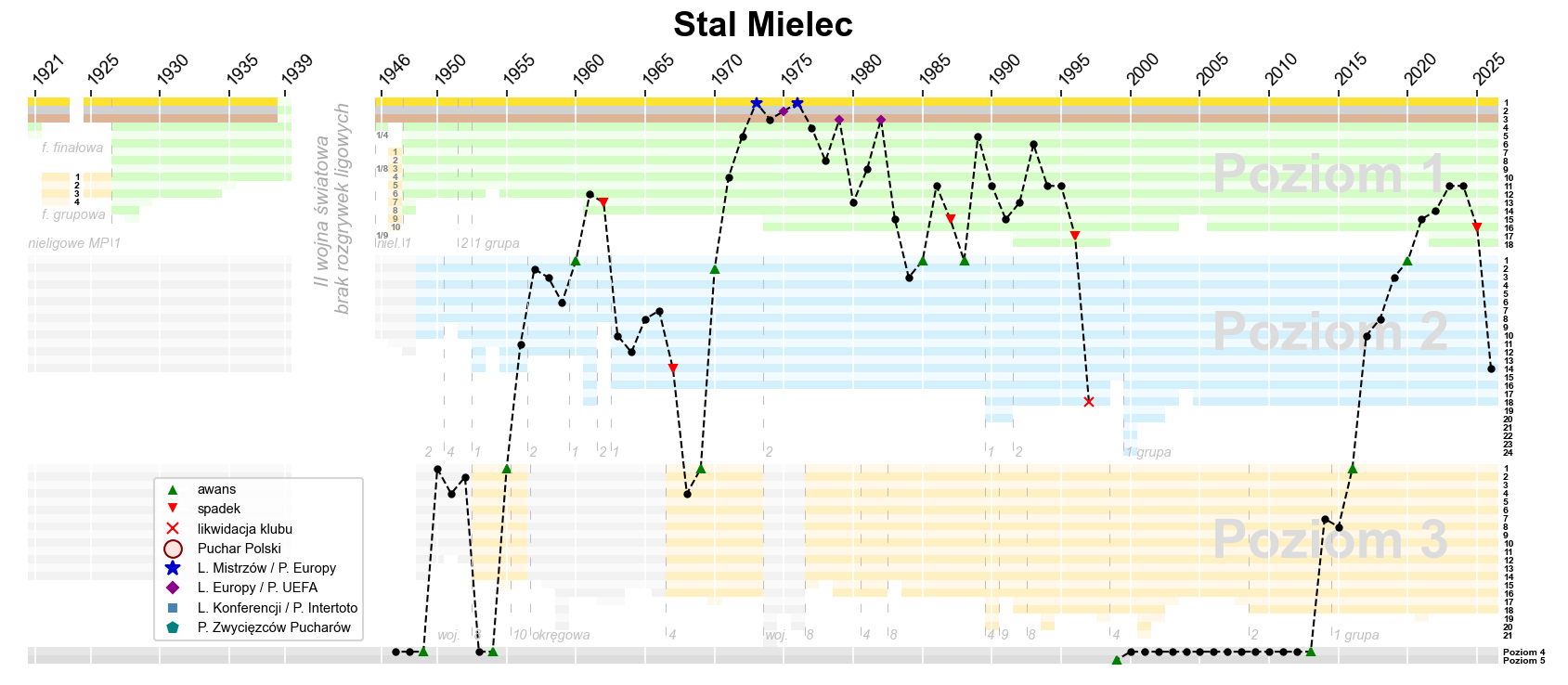
Historia występów Stali Mielec w rozgrywkach ligowych

### Rozgrywki ligowe
Stal przystąpiła do rozgrywek ligowych w sezonie 1947 na poziomie B-klasy. W I lidze grała łącznie przez 25 sezonów. Najdłuższym, trwającym 13 sezonów, nieprzerwanym pobytem w I lidze były lata 1970–1983. Okres ten był także najlepszym w historii mieleckiego klubu. W tym czasie zespół dwukrotnie sięgał po tytuł Mistrza Polski (w sezonach 1972/73 i 1975/76), jednokrotnie był wicemistrzem (1974/75) i trzykrotnie zajmował 3. miejsce (1973/74, 1978/79, 1981/82). Stal Mielec zajmuje 17. miejsce w tabeli wszech czasów Ekstraklasy. Biorąc pod uwagę liczbę miejsc na podium, tylko 12 innych zespołów ma lepszy dorobek w I lidze niż Stal, która zajmuje 13. miejsce w tej klasyfikacji.
W II lidze Stal trzykrotnie sięgała po tytuł mistrza II ligi, w sezonach 1960, 1984/85 oraz 1987/88.
Stal Mielec była najlepszą drużyną w polskich rozgrywkach ligowych spośród drużyn działających na terenie obecnego woj. podkarpackiego w latach 1956, 1959–1962, 1972–1983, 1986, 1987, 1989–1993.

### Puchar Polski
Stal Mielec była bliska zdobycia Pucharu Polski w sezonie 1975/76, kiedy to dotarła do finału tych rozgrywek. W drodze do finału mielczanie wszystkie mecze grali na wyjeździe i wygrywali różnicą jednej bramki. Pierwszym przeciwnikiem było drugoligowe BKS Bielsko pokonany 2:1, m.in. dzięki samobójczej bramce Widucha. W 1/8 finału Stal nie mogła sobie poradzić z Włókniarzem Łódź grającym w lidze okręgowej i rozstrzygnięcie przyniósł dopiero gol Witolda Karasia w 7. minucie dogrywki. W ćwierćfinale przeciwnikiem był beniaminek I ligi Odra Opole pokonana ponownie dopiero w doliczonym czasie gry, minutę przed jego zakończeniem po strzale Grzegorza Lato. Półfinał z trzecioligowym GKS Jastrzębie przyniósł 5 bramek, a w awansie „pomógł” mielczanom zawodnik GKS Lajda, który dwukrotnie pokonał własnego bramkarza, trzecią bramkę dla Stali strzelił Grzegorz Lato. W meczu finałowym rozegranym 1 maja w Warszawie na stadionie Wojska Polskiego Stal, mimo że na papierze była faworytem spotkania, uległa Śląskowi Wrocław 0:2.
Trzykrotnie Stal docierała do półfinału rozgrywek o Puchar Polski. Pierwszy raz, w sezonie 1976/77, kiedy to wygrywając kolejno ze Stalą Stalowa Wola, Stalą Rzeszów i ŁKS Łódź, mieleccy piłkarze musieli uznać wyższość Zagłębia Sosnowiec (0:1). Ponownie, w sezonie 1983/84, drugoligowa wówczas Stal dotarła do półfinału rozgrywek eliminując po drodze Jagiellonię Białystok, Błękitnych Kielce i Pogoń Szczecin, uległa dopiero Wiśle Kraków (0:0 i 0:2). Ostatni raz ta sztuka udała się w sezonie 1989/90, gdy po wyeliminowaniu Lublinianki, Ruchu Chorzów i Pogoni Szczecin, Stal została wyeliminowana przez Legię Warszawa (0:2 i 2:2).
W ostatnich latach Stal Mielec gra na regionalnych szczeblach Pucharu Polski, jednak dzięki dobrej postawie i zwycięstwie w regionie w sezonie 2003/04 awansowała do Pucharu Polski w sezonie 2004/05, gdzie czwartoligowy mielecki zespół zaszedł do rundy grupowej, po wyeliminowaniu w I rundzie Aluminium Konin 2:1. W grupie 8. nie sprostał konkurencji pierwszoligowych Górnika Łęczna, Polonii Warszawa, Korony Kielce i ostatecznie zajął 4. miejsce.
5 grudnia 2019 po 24 latach Stal awansowała do 1/4 Finału Pucharu Polski pokonując Błękitnych Stargard 1:2. W ćwierćfinale rozegranym 27 maja 2020 po przerwie spowodowanej zagrożeniem koronawirusem, Stal uległa Lechowi Poznań 1:3.

### Europejskie puchary
Stal Mielec pięciokrotnie uczestniczyła w europejskich rozgrywkach pucharowych, ale tylko raz udało się awansować powyżej I rundy. Było to w Pucharze UEFA w sezonie 1975/1976, kiedy to mielczanie osiągnęli aż ćwierćfinał i mimo równej walki zostali wyeliminowani przez Hamburger SV. Ponadto stalowcy uczestniczyli jeszcze dwukrotnie w Pucharze Europy (jako mistrzowie '73 i '76) oraz w dwóch edycjach Pucharu UEFA, jednak z powodu braku szczęścia, mimo wyrównanych meczów odpadali na samym początku. Tym bardziej niepowodzenia mogą dziwić, że w Pucharze UEFA trafiali na teoretycznie słabsze zespoły. Najdonośniejszym meczem pucharowym w Mielcu, wspominanym do dziś, była potyczka ze słynnym Realem Madryt, kiedy to na trybunach zasiadła rekordowa liczba 40 000 kibiców.
Stal Mielec była drugą polską drużyną (pierwszą był Ruch Chorzów w sezonie 1973/74), która dotarła do ćwierćfinału Pucharu UEFA i jak dotąd żadnemu innemu polskiemu klubowi nie udało się zajść tak wysoko w tych rozgrywkach.
W tabeli wszech czasów europejskich rozgrywek pucharowych Stal Mielec zajmuje 359. miejsce (13. wśród polskich klubów). W tabeli wszech czasów Pucharu Europy Stal jest na 371. miejscu, a w tabeli wszech czasów Pucharu UEFA na 247. miejscu.
Stal Mielec trzykrotnie wystąpiła także w Pucharze Intertoto (zwanym też Pucharem Lata), w latach kiedy nie były prowadzone w jego ramach rozgrywki pucharowe, a jedynie grupowe. W 1971 mielecka drużyna bezapelacyjnie wygrała swoją grupę zwyciężając we wszystkich 6 meczach i tracąc przy tym tylko 3 bramki. W 1972 i 1989 Stal zajmowała w rozgrywkach trzecie miejsce.

### Turnieje towarzyskie

#### Trofeo Colombino
Stal Mielec jako jedyna polska drużyna wystąpiła w turnieju Trofeo Colombino organizowanym w hiszpańskiej Huelvie przez tamtejszy klub Recreativo Huelva. Mielecka drużyna zagrała tam dwukrotnie, wygrywając XIV edycję w 1978 oraz zajmując ostatnie, 4. miejsce rok później.
| Edycja                      | Data i miejsce                | Końcowa kolejność                                                        | Mecze |
| --------------------------- | ----------------------------- | ------------------------------------------------------------------------ | --- |
| XIV edycja Trofeo Colombino | 12 i 13 sierpnia 1978, Huelva | 1. Stal Mielec 2. FC Dinamo Bukareszt 3. Sevilla FC 4. Recreativo Huelva | półfinały Sevilla FC – Stal Mielec 1:2 Recreativo Huelva – Dinamo Bukareszt 0:2 mecz o 3. miejsce Recreativo Huelva – Sevilla FC 0:4 finał Stal Mielec – Dinamo Bukareszt 4:1 |
| XV edycja Trofeo Colombino  | 18 i 19 sierpnia 1979, Huelva | 1. Recreativo Huelva 2. KSK Beveren 3. Real Betis 4. Stal Mielec         | półfinały Real Betis – KSK Beveren 1:3 Recreativo Huelva – Stal Mielec 2:0 mecz o 3. miejsce Real Betis – Stal Mielec 4:0 finał Recreativo Huelva – KSK Beveren 2:1           |

#### VI turniej Ciudad de Palma de Mallorca
Stal wystąpiła w VI turnieju Ciudad de Palma de Mallorca na Majorce, zastępując Spartak Moskwa. W turnieju zagrały także FC Barcelona, Real Palma de Mallorca i Austria Wiedeń.
24–27 sierpnia 1974, Majorka
- Real Palma de Mallorca  – Stal Mielec 0:2
(24.08.74, widzów: ok. 30 000, gole: Karaś)
- finał: FC Barcelona  – Stal Mielec 2:1
(27.08.74, widzów: 35 000, gole: Marcial, Neeskens, Karaś)

#### Turniej z okazji XXX-lecia Stali
W dniach 20–22 lipca 1969, na mieleckim stadionie rozegrano turniej z okazji XXX-lecia powstania Stali Mielec. Zaproszono Dynamo Berlin (NRD, I liga), Erzsebeti Vasas TK Budapest (Węgry, II liga), Stal Rzeszów. Turniej wygrali mielczanie.
| 1. | Stal Mielec   | 3 | 6 | 8:2 |
| 2. | Stal Rzeszów  | 3 | 3 | 7:7 |
| 3. | Dynamo Berlin | 3 | 2 | 4:7 |
| 4. | Vasas SC      | 3 | 1 | 5:8 |

| Dynamo Berlin – Vasas Budapeszt | 1:0 |
| Stal Mielec – Stal Rzeszów      | 1:0 |
| Stal Rzeszów – Dynamo Berlin    | 2:1 |
| Stal Mielec – Vasas Budapeszt   | 2:0 |
| Stal Rzeszów – Vasas Budapeszt  | 5:5 |
| Stal Mielec – Dynamo Berlin     | 5:2 |

#### Turnieje z okazji święta 22 lipca w Mielcu
W czasie wakacji w 1974 zorganizowano pierwszy Turniej z okazji święta 22 lipca w dniach 20–22 lipca. Impreza stała się cykliczna i rozgrywano ją z małymi przerwami do pierwszej połowy lat 90., a także w ramach obchodów 65-lecia klubu w 2004. W 1984 i 1987 współorganizatorem turnieju była Stal Stalowa Wola. Turniej w 1987 był największy w historii pod względem liczby zespołów, rozegrano go z podziałem na dwie grupy, a następnie o poszczególne miejsca w turnieju walczyły zespoły które zajęły odpowiadające sobie miejsca w grupach.
| 1. | Tatran Preszów   | 3 | 5 | 3:1 |
| 2. | Gwardia Warszawa | 3 | 4 | 3:2 |
| 3. | Stal Mielec      | 3 | 2 | 3:3 |
| 4. | Karpaty Lwów     | 3 | 1 | 2:5 |

| 1. | Stal Mielec           | 3 | 4 | 9:4 |
| 2. | Stal Stalowa Wola     | 3 | 4 | 6:6 |
| 3. | Tatran Preszów        | 3 | 2 | 4:3 |
| 4. | Marek Stanke Dymitrow | 3 | 2 | 3:9 |

| 1. | Dynamo Berlin      | 2 | 3 | 4:3 |
| 2. | Stal Mielec        | 2 | 2 | 5:3 |
| 3. | Lokomotiva Koszyce | 2 | 1 | 1:4 |

| 1. | Lokomotiva Koszyce | 3 | 6 | 8:3 |
| 2. | Stal Mielec        | 3 | 4 | 9:5 |
| 3. | Tatran Preszów     | 3 | 1 | 2:6 |
| 4. | Dynamo Drezno      | 3 | 1 | 1:6 |

| 1. | Tatran Preszów     | 3 | 5 | 5:3 |
| 2. | Stal Mielec        | 3 | 4 | 3:1 |
| 3. | Lokomotiva Koszyce | 3 | 3 | 4:4 |
| 4. | Wisła Kraków       | 3 | 0 | 2:6 |

| 1. | Stal Mielec     | 3 | 5 | 6:2 |
| 2. | Tatran Preszów  | 3 | 3 | 4:4 |
| 3. | Błękitni Kielce | 3 | 3 | 5:7 |
| 4. | Stal II Mielec  | 3 | 1 | 4:6 |

| 1. | Stal Mielec       | 3 | 6 | 5:2 |
| 2. | Tatran Preszów    | 3 | 4 | 6:5 |
| 3. | Stal Stalowa Wola | 3 | 2 | 3:4 |
| 4. | Błękitni Kielce   | 3 | 0 | 1:4 |

| 1. | Motor Lublin   | 3 | 5 | 10:3 |
| 2. | Stal Mielec    | 3 | 3 | 4:4  |
| 3. | Avia Świdnik   | 3 | 2 | 4:5  |
| 4. | Tatran Preszów | 3 | 2 | 1:7  |

| 1. | Stal Mielec     | 3 | 4 | 5:3 |
| 2. | Tatran Preszów  | 3 | 4 | 4:4 |
| 3. | Igloopol Dębica | 3 | 2 | 5:5 |
| 4. | Avia Świdnik    | 3 | 2 | 4:6 |

| 1. | Stal Mielec       | 2 | 3 | 5:3 |
| 2. | Stal Stalowa Wola | 2 | 2 | 2:3 |
| 3. | Tatran Preszów    | 2 | 1 | 2:3 |

| 1. | Dynamo Berlin    | 2 | 2 | 3:3 |
| 2. | Szombierki Bytom | 2 | 2 | 3:3 |
| 3. | Stal II Mielec   | 2 | 2 | 2:2 |

| 1. | Stal Mielec           | 3 | 5 | 10:5 |
| 2. | Jagiellonia Białystok | 3 | 5 | 6:3  |
| 3. | SC Bacău              | 3 | 2 | 3:4  |
| 4. | Wisła Kraków          | 3 | 0 | 1:8  |

| 1. | Victoria Bukareszt | 2 | 4 | 5:1 |
| 2. | Tatran Preszów     | 2 | 2 | 2:4 |
| 3. | Stal Mielec        | 2 | 0 | 1:4 |

## Piłkarze Stali Mielec
W mieleckiej drużynie grało wielu wybitnych piłkarzy, w latach 70. uznawano jej skład za najsilniejszy w Polsce. Trenerzy reprezentacji różnych kategorii bardzo często z nich korzystali.
Najsłynniejszym wychowankiem Stali jest Grzegorz Lato. Wychowankami Stali są także m.in. Krzysztof Bociek, Kazimierz Buda, Piotr Duda, Włodzimierz Gąsior, Zygmunt Kukla, Andrzej Jaskot, Tomasz Tułacz, Bogusław Wyparło.
Trzykrotnie piłkarze Stali zdobywali tytuł króla strzelców polskiej I ligi. Dwukrotnie dokonał tego Grzegorz Lato, a raz Bogusław Cygan. Grzegorz Lato i Andrzej Szarmach zajęli także po dwa razy drugie miejsce w tej klasyfikacji.
Najwięcej spotkań w mieleckiej drużynie rozegrał bramkarz Zygmunt Kukla, drugie miejsce zajmuje Marian Kosiński, natomiast pod względem liczby meczów w I lidze rekordzistą jest Grzegorz Lato. Jednocześnie zdobył on dla Stali najwięcej bramek.
| Jedenastka i Trener Wszech Czasów Stali Mielec Piłkarze (1-4-3-3) Zygmunt Kukla Krzysztof Rześny Marian Kosiński Piotr Czachowski Adam Fedoruk Henryk Kasperczak Kazimierz Buda Włodzimierz Ciołek Grzegorz Lato Andrzej Szarmach Jan Domarski Trener Włodzimierz Gąsior |

| Zawodnik           | Pozycja          | Lata gry w zespole  | Mecze (W tym w I lidze) | Gole (W tym w I lidze) |
| ------------------ | ---------------- | ------------------- | ----------------------- | ---------------------- |
| Zygmunt Kukla      | bramkarz         | 1966–83             | 379 (229)               | 0 (0)                  |
| Marian Kosiński    | obrońca          | 1969–80             | 356 (263)               | 2 (2)                  |
| Grzegorz Lato      | napastnik        | 1962–80             | 351 (272)               | 138 (111)              |
| Włodzimierz Gąsior | pomocnik         | 1968–77             | 310 (175)               | 34 (11)                |
| Henryk Kasperczak  | pomocnik         | 1965–66 i 1968–78   | 308 (209)               | 36 (37)                |
| Witold Karaś       | napastnik        | 1969–80             | 298 (235)               | 32 (21)                |
| Zbigniew Hnatio    | pomocnik         | 1975–83             | 272 (238)               | 4 (4)                  |
| Edward Oratowski   | pomocnik         | 1973–83             | 266 (228)               | 23 (18)                |
| Adam Fedoruk       | obrońca/pomocnik | 1985–93             | 240 (194)               | 35 (29)                |
| Ryszard Mysiak     | bramkarz         | 1956–64             | 189 (36)                | 0 (0)                  |
| Bogusław Wyparło   | bramkarz         | 1990–96 i 2013–2016 | 175 (165)               | 0 (0)                  |
| Henryk Czylok      | pomocnik         | 1953–64             | 170 (35)                | 34 (2)                 |
| Kazimierz Buda     | pomocnik         | 1978–83             | 152 (143)               | 26 (25)                |
| Włodzimierz Ciołek | pomocnik         | 1978–83             | 143 (132)               | 23 (23)                |
| Jan Domarski       | napastnik        | 1972–76             | 121 (104)               | 36 (36)                |
| Andrzej Szarmach   | napastnik        | 1976–80             | 113 (106)               | 63 (60)                |
| Bogusław Cygan     | napastnik        | 1994–96             | 94 (84)                 | 40 (36)                |
| Dariusz Kubicki    | obrońca          | 1981–83             | 53 (51)                 | 3 (3)                  |

### Piłkarze Stali w reprezentacji
W latach świetności klubu wielu mieleckich zawodników grało w reprezentacji Polski. Stanowili oni trzon I reprezentacji (m.in. tzw. Orłów Górskiego), reprezentacji olimpijskiej, a także kadry młodzieżowej. Większość zawodników zadebiutowało w kadrze będąc piłkarzami Stali Mielec, Jan Domarski i Andrzej Szarmach zostali sprowadzeni do Mielca już jako reprezentanci, niektórzy (nie wymienieni w tabeli) grali z orłem na piersi dopiero po opuszczeniu Mielca. Wyjaśnieniem liczby przedstawicieli jednego z najlepszych składów w latach 70. w reprezentacji może być fakt, że Kazimierz Górski i jego następcy mogli wówczas przebierać wśród kilkudziesięciu równorzędnych polskich piłkarzach, więc nie dla wszystkich wyróżniających się mielczan wystarczyło miejsca w kadrze.
W reprezentacji grało także trzech wychowanków Stali, już jako zawodnicy innych klubów. Byli to Bogusław Wyparło (3 mecze w latach 1998–1999, jako zawodnik ŁKS Łódź), Andrzej Jaskot (1 mecz w 1998, jako zawodnik Aluminium Konin, ostatni do tej pory przedstawiciel klubu drugoligowego w reprezentacji) i Edward Załężny (4 mecze w 1980, jako zawodnik Legii Warszawa).
Trzech mieleckich piłkarzy należy do Klubu Wybitnego Reprezentanta: Grzegorz Lato, Andrzej Szarmach i Henryk Kasperczak. Przewodniczący tego klubu, Grzegorz Lato jest piłkarzem który rozegrał najwięcej meczów (100) w kadrze w historii polskiej reprezentacji, a także zajmuje drugie miejsce w klasyfikacji najlepszych strzelców reprezentacji (45 goli), zaraz po Włodzimierzu Lubańskim, który wyprzedza go o 3 bramki.
Mielczanin Kazimierz Buda jest najmłodszym kapitanem reprezentacji w historii polskiej reprezentacji. Opaskę kapitana założył pierwszy raz w wieku 20 lat i 267 dni, a miało to miejsce 25 stycznia 1981 w Tokio podczas meczu z reprezentacją Japonii wygranego 2:0 (strzelił także pierwszą bramkę).
W historii zapisał się także Jan Domarski, który 17 października 1973 na Wembley w meczu przeciwko Anglii strzelił w 57. minucie bramkę na 1:1 dającą Polakom awans do Mistrzostw Świata 1974.
| Zawodnik             | Pozycja   | Lata gry w kadrze jako zaw. Stali (ogółem) | Mecze jako zaw. Stali (ogółem) | Gole jako zaw. Stali (ogółem) |
| -------------------- | --------- | ------------------------------------------ | ------------------------------ | ----------------------------- |
| Grzegorz Lato        | napastnik | 1971–80 (1971–84)                          | 92 (100)                       | 44 (45)                       |
| Henryk Kasperczak    | pomocnik  | 1973–78 (1973–78)                          | 61 (61)                        | 5 (5)                         |
| Andrzej Szarmach     | napastnik | 1976–80 (1972–82)                          | 22 (61)                        | 7 (32)                        |
| Włodzimierz Ciołek   | pomocnik  | 1978–83 (1978–85)                          | 20 (29)                        | 3 (4)                         |
| Zygmunt Kukla        | bramkarz  | 1976–80 (1976–80)                          | 20 (20)                        | 0 (0)                         |
| Jan Domarski         | napastnik | 1972–74 (1967–74)                          | 15 (17)                        | 2 (2)                         |
| Adam Fedoruk         | pomocnik  | 1990–93 (1990–94)                          | 13 (18)                        | 0 (1)                         |
| Krzysztof Rześny     | obrońca   | 1976 (1976)                                | 6 (6)                          | 0 (0)                         |
| Maciej Śliwowski     | napastnik | 1989–90 (1989–93)                          | 6 (9)                          | 0 (0)                         |
| Kazimierz Buda       | pomocnik  | 1981 (1981–84)                             | 5 (10)                         | 2 (2)                         |
| Henryk Janikowski    | napastnik | 1981 (1981)                                | 3 (3)                          | 2 (2)                         |
| Krzysztof Frankowski | pomocnik  | 1981 (1981)                                | 4 (4)                          | 0 (0)                         |
| Witold Karaś         | napastnik | 1974 (1974)                                | 2 (2)                          | 0 (0)                         |
| Janusz Stawarz       | bramkarz  | 1981 (1981)                                | 4 (2)                          | 0 (0)                         |
| Dariusz Kubicki      | pomocnik  | 1982 (1982–91)                             | 1 (46)                         | 0 (1)                         |
| Piotr Czachowski     | obrońca   | 1989–90 (1989–93)                          | 1 (45)                         | 0 (1)                         |
| Zbigniew Hnatio      | pomocnik  | 1976 (1976)                                | 1 (1)                          | 0 (0)                         |

#### Piłkarze Stali Mielec na MŚ
Reprezentantami Polski na Mistrzostwach Świata w czasie, gdy byli zawodnikami Stali Mielec, było 6 piłkarzy. Spośród nich tylko Grzegorz Lato wystąpił na 3 finałach (trzeci raz w 1982 już jako zawodnik KSC Lokeren) rozgrywając 20 spotkań (co do 1998 było trzecim wynikiem), a w 1974 strzelając 7 goli zdobył tytuł króla strzelców imprezy. Drugim podstawowym zawodnikiem reprezentacji na Mistrzostwach był Henryk Kasperczak, który w latach 1974 i 1978 zagrał w 13 meczach.
| RFN 1974 ( 3. miejsce) - Grzegorz Lato (7 meczów, 7, król strzelców) - Henryk Kasperczak (7 meczów) - Jan Domarski (3 mecze) | Argentyna 1978 (5-6. miejsce) - Grzegorz Lato (6 meczów, 2) - Henryk Kasperczak (6 meczów) - Andrzej Szarmach (5 meczów, 1) - Zygmunt Kukla (2 mecze) | Hiszpania 1982 ( 3.miejsce) - Włodzimierz Ciołek (4 mecze, 1) |

#### Piłkarze Stali Mielec na IO
Dwóch piłkarzy reprezentowało Polskę na Igrzyskach Olimpijskich w czasie, gdy byli zawodnikami Stali Mielec.
| Monachium 1972 ( 1. miejsce) - Grzegorz Lato | Montreal 1976 ( 2. miejsce) - Grzegorz Lato - Henryk Kasperczak |

#### Piłkarze Stali Mielec w reprezentacjach młodzieżowych i juniorskich
Pierwszym w historii Stali piłkarzem reprezentacji Polski juniorów był bramkarz Wiesław Pytlos w latach 1958–1959, a w młodzieżowej reprezentacji Polski jako pierwsi zagrali Grzegorz Lato, Zygmunt Kukla i Włodzimierz Gąsior w 1971.
W reprezentacjach młodzieżowych i juniorskich różnych kategorii wiekowych jako piłkarze Stali grali:
Tomasz Abramowicz, Krzysztof Bociek, Kazimierz Buda, Marek Chamielec, Włodzimierz Ciołek, Piotr Czachowski, Mirosław Dębiec, Janusz Dobrowolski, Krzysztof Frankowski, Włodzimierz Gąsior, Zbigniew Grudnicki, Roman Gruszecki, Zbigniew Hnatio, Henryk Janikowski, Witold Karaś, Henryk Kasperczak, Grzegorz Kolisz, Daniel Konopelski, Dariusz Kubicki, Zygmunt Kukla, Grzegorz Lato, Andrzej Łatka, Zbigniew Makuch, Marcin Murdza, Wojciech Niemiec, Andrzej Padwiński, Ryszard Per, Krzysztof Petrykowski, Wiesław Pytlos, Kamil Radulj, Rafał Ruta, Krzysztof Rześny, Bogusław Skiba, Janusz Stawarz, Janusz Stelmach, Maciej Śliwowski, Tomasz Tułacz, Sławomir Waliszewski, Andrzej Wieśniak, Bogusław Wyparło, Edward Załężny

##### Piłkarze Stali Mielec na Mistrzostwach reprezentacji młodzieżowych
| Mistrzostwa Świata 1979 (U-20) (4. miejsce) - Kazimierz Buda - Krzysztof Frankowski - Bogusław Skiba - Janusz Stawarz | Mistrzostwa Świata 1983 (U-20) ( 3. miejsce) - Roman Gruszecki | Mistrzostwa Europy 1978 (U-18) ( 3. miejsce) - Janusz Stawarz |

### Mieleccykrólowie strzelcówI ligi
- Grzegorz Lato
  - wicekról strzelców 1970/71 – 11 
  - król strzelców 1972/73 – 13 
  - wicekról strzelców 1973/74 – 13 
  - król strzelców 1974/75 – 19
- Bogusław Cygan
  - król strzelców 1994/95 – 16
- Andrzej Szarmach
  - wicekról strzelców 1977/78 – 13 
  - wicekról strzelców 1978/79 – 15

### Wyróżnienia dla piłkarzy Stali
Plebiscyt Piłki Nożnej:
- Piłkarz Roku
  - 1976 – Henryk Kasperczak
  - 1977 – Grzegorz Lato
- Odkrycie Roku
  - 1975 – Zbigniew Hnatio
  - 1978 – Włodzimierz Ciołek

Plebiscyt katowickiego dziennika Sport
- Piłkarz Roku
  - 1974 – Grzegorz Lato
  - 1976 – Henryk Kasperczak
  - 1977 – Grzegorz Lato
- Złote buty
  - 1976 – Grzegorz Lato

Klasyfikacja Tempa
- Najlepszy bramkarz ligi
  - 1979 – Zygmunt Kukla

Plebiscyt Przeglądu Sportowego (Najlepszy polski sportowiec roku)
- 1974 – 4. miejsce – Grzegorz Lato
- 1977 – 5. miejsce – Grzegorz Lato

Konkurs-plebiscyt Nowin i Tempa (10 najlepszych sportowców województwa rzeszowskiego)
- 1960 (I edycja) – Ryszard Mysiak – 1. miejsce (119 137 pkt)
- 2008 – drużyna juniorów młodszych Stali Mielec – Talent Roku 2007[106][107]

Złota Piłka – plebiscyt France Football na najlepszego piłkarza Europy
- 1974 – Grzegorz Lato – 6. miejsce
- 1975 – Grzegorz Lato – 17. miejsce

Magazyn Futbol – klasyfikacja 100 piłkarzy, którzy wstrząsnęli Polską – stu najlepszych polskich piłkarzy w historii
- 3. Grzegorz Lato
- 7. Andrzej Szarmach
- 23. Henryk Kasperczak
- 59. Włodzimierz Ciołek
- 80. Jan Domarski
- 85. Dariusz Kubicki

Klub 100 – należą do niego piłkarze, którzy strzelili co najmniej 100 bramek w polskiej ekstraklasie
- Grzegorz Lato (111 goli, wszystkie w Stali)
- Andrzej Szarmach (109 goli, w tym 60 w Stali)

Klub 300 – należą do niego piłkarze, którzy rozegrali co najmniej 300 meczów w polskiej ekstraklasie
- Bogusław Wyparło (354 mecze, w tym 165 w Stali)
- Piotr Wojdyga (327 meczów, w tym 134 w Stali)
- Mateusz Matras (324 mecze, w tym 111 w Stali (nadal występuje, stan aktualny na 11.02.2024))
- Jan Domarski (309 meczów, w tym 104 w Stali)
- Adam Fedoruk (304 mecze, w tym 184 w Stali)
- Maciej Jankowski (302 mecze, w tym 23 w Stali)

### Zagraniczni piłkarze w Stali
W mieleckiej drużynie grało 21 obcokrajowców. Wśród nich było trzech Ukraińców w pierwszej połowie lat 90. oraz jeden od 2014, a także trzech Kameruńczyków, którzy spędzili w Mielcu jedynie po pół roku. W sezonie 2015/2016 jedynym piłkarzem spoza Polski jest Andreja Prokić, którzy znacznie przyczynił się do awansu drużyny zdobywając 12 bramek. W związku z korzystniejszą ofertą finansową nastąpił transfer do GKS Katowice bez kwoty odstępnego. Po zakończeniu kontraktów zawodników i wielu wychowanków, których opuściło klub. Wymusiło to przebudowanie składu zespołu na sezon 2016/17 sprowadzając dwóch Bułgarów, Słoweńca oraz Krigistańczyka. Jedynymi zawodnikami, którzy pozostali w klubie na kolejny sezon był Słoweniec Djermanovic oraz pozyskany Brazylijczyk Leandro. Na nowy sezon 2017/18 wzmocniono każdą z formacji po jednym zawodniku ze Słowacji, Chorwacji i Słowenii.
| Lp. | Piłkarz                     | Lata gry                                      | Pozycja   | Mecze (gole) |
| --- | --------------------------- | --------------------------------------------- | --------- | ------------ |
| 1.  | Ołeksij Tereszczenko        | sezony 1991–1994                              | obrońca   | 85 (1)       |
| 2.  | Serhij Raluczenko           | sezon 1991/92                                 | napastnik | 24 (4)       |
| 3.  | Ołeksandr Spiwak            | wiosna 1994                                   | pomocnik  | 16 (0)       |
| 4.  | Ebénézer Mfomou             | wiosna 1995                                   | napastnik | 7 (0)        |
| 5.  | Jean Black Ngody            | wiosna 2006                                   | pomocnik  |              |
| 6.  | Moses Esingila Molongo      | wiosna 2006                                   | napastnik |              |
| 7.  | Andrij Nikanowycz           | sezon 2014/15                                 | pomocnik  | 16 (0)       |
| 8.  | Andreja Prokić              | sezon 2015/2016 jesień 2018 – sezon 2020/2021 | napastnik | 129 (22)     |
| 9.  | Omar Tall                   | jesień 2016                                   | napastnik | 2 (0)        |
| 10. | José Lucas Caetano da Silva | jesień 2016                                   | napastnik | 3 (0)        |
| 11. | Aleksandyr Kolew            | wiosna 2017                                   | napastnik | 15 (7)       |
| 12. | Boris Milekić               | wiosna 2017                                   | obrońca   | 11 (0)       |
| 13. | Wasił Panajotow             | wiosna 2017                                   | pomocnik  | 15 (0)       |
| 14. | Edgar Bernhardt             | jesień 2017                                   | napastnik | 2 (0)        |
| 15. | Dejan Djermanović           | sezon 2017/18                                 | napastnik | 27 (8)       |
| 16. | Angeł Grynczow              | jesień 2017                                   | obrońca   | 6 (0)        |
| 17. | Leândro Messias dos Santos  | sezony 2017–2019                              | obrońca   | 48 (1)       |
| 18. | Momcził Cwetanow            | jesień 2017                                   | obrońca   | 3 (0)        |
| 19. | Martin Dobrotka             | wiosna 2018 – jesień 2019                     | obrońca   | 48 (7)       |
| 20. | Josip Šoljić                | wiosna 2018 – jesień 2019                     | pomocnik  | 63 (9)       |
| 21. | Žiga Škoflek                | wiosna 2018                                   | napastnik | 6 (0)        |
| 22. | Sergio Mendigutxia          | sezon 2018/2019                               | napastnik | 14 (0)       |

## Składy Stali Mielec

### Obecny skład
Stan na 9 sierpnia 2025
| Nr | Poz. | Piłkarz                                      |
| -- | ---- | -------------------------------------------- |
| 1  | BR   | Michał Matys (wypożyczony z Zaglębia Lubin)  |
| 3  | OB   | Piotr Kowalik                                |
| 6  | PO   | Jošt Pišek (wypożyczony z NK Celje)          |
| 8  | PO   | Natan Niedźwiedź                             |
| 9  | NA   | Mario Losada                                 |
| 10 | PO   | Maciej Domański (kapitan)                    |
| 11 | NA   | Kamil Odolak                                 |
| 13 | BR   | Konrad Jałocha                               |
| 15 | OB   | Marvin Senger                                |
| 16 | PO   | Nikodem Szady                                |
| 17 | OB   | Dawid Mazurek (wypożyczony z Górnika Zabrze) |

| Nr | Poz. | Piłkarz                                        |
| -- | ---- | ---------------------------------------------- |
| 18 | PO   | Piotr Wlazło                                   |
| 19 | PO   | Matwij Janczuk                                 |
| 20 | PO   | Bartosz Szeliga                                |
| 21 | OB   | Paweł Kwiatkowski (wypożyczony z Widzewa Łódź) |
| 22 | OB   | Matija Kavčič (wypożyczony z NK Celje)         |
| 23 | PO   | Kacper Sommerfeld                              |
| 27 | OB   | Álex Díez                                      |
| 32 | PO   | Fryderyk Gerbowski                             |
| 33 | PO   | Adrian Bukowski                                |
| 41 | BR   | Piotr Chrapusta                                |
| 77 | NA   | Kacper Sadłocha                                |
| 90 | PO   | Paweł Kruszelnicki                             |

### Pozostałe
| 1939                          | Zdzisław Gordziejew, Eugeniusz Grodecki, Władysław Jasiński, Karol Jaszcz, Marian Korpanty, Marian Meissner,? Ryś, Leon Solarski, Emil Toczyński, Jan Wilk,? Zieliński |
| 1939–1945                     | Stanisław Achtyl, Zbigniew Adamczewski, Henryk Boryński, Stanisław Brożonowicz, Zenon Brzeziński, Lucjan Kędzierski, Leszek Kopacz, Janusz Korpanty, Wiesław Lachnit, Edmund Lipczyński, Kazimierz Lipczyński, Zygmunt Lipczyński, Zbigniew Łojczyk, Jan Magdaliński, Henryk Noworyta, Mieczysław Noworyta, Zygmunt Noworyta, Adam Pyrzyński, Ryszard Stopka, Kazimierz Ślęzak, Józef Światowiec, Zygmunt Trzaskoma, Mieczysław Wydro, Józef Zdebko |
| 1945–1950                     | Julian Bątor, Tadeusz Biernat, Wacław Biernat, Aleksander Drożdżowski, Kazimierz Drygalski, Zbigniew Furtak, Julian Gargas, Jan Garlewicz, Józef Giera, Józef Gryczman, Władysław Gwoździowski, Władysław Kochmański, Janusz Korpanty, Adam Krzysztoforski, Tytus Lachnit, Edmund Lipczyński, Kazimierz Lipczyński, Zygmunt Lipczyński, Ryszard Michalski, Zygmunt Nosal, Henryk Noworyta, Mieczysław Noworyta, Stanisław Olczak, Tadeusz Orłowski, Tadeusz Rożniał, Józef Snopkowski, Mieczysław Sztuka, Zbigniew Śmieszek, Józef Światowiec, Stefan Światowiec, Zygmunt Trzaskoma, Kazimierz Wanatowicz, Paweł Węgrzynowski, Wojciech Witkowski, Jan Wołk, Włodzimierz Zabrzejewski, Zenon Zydroń |
| 1951–1955                     | Rafał Anioła, Ginter Bańczyk, Antoni Brzeżańczyk, Henryk Czylok, Aleksander Drożdżowski, Kazimierz Drygalski, Eugeniusz Eksner, Leszek Gaj, Julian Gargas, Tadeusz Grześko, Jan Iwanow, Herbert Juraszczyk, Antoni Kanik, Janusz Korpanty, ? Kosmala, Jan Król, Zenon Książek, Engelbert Kuczera, Stanisław Latacz, Alfred Lenart, Kazimierz Lipczyński, Jerzy Marszal, Marian Michałuszko, Tadeusz Mokrzycki, Henryk Noworyta, Mieczysław Noworyta, Józef Olszewski, Bolesław Piekarski, Henryk Pilarski, Marcin Powała, Leszek Procak, Adam Pyrzyński, Tadeusz Rożniał, Czesław Stęplewski, Mieczysław Sztuka, Józef Światowiec, Helmut Tobolik, Helmut Waleska, Józef Wcisło, Edwin Wieczerzak, Józef Wolski,? Wosiński,? Woźniczko, Włodzimierz Zabrzejewski, Zenon Zydroń                                                           |
| 1956–1960                     | Ryszard Baran, Kazimierz Bielecki, Antoni Brzeżańczyk, Kazimierz Budek, Zbigniew Czudo, Henryk Czylok, Stefan Gabrysiak, Leszek Gaj, Alfred Gazda, Tadeusz Grześko, Herbert Juraszczyk, Rajmund Kapuściński, Józef Kęcki, Jan Król, Zenon Książek, Stanisław Latacz, Alfred Lenart, Tadeusz Lupa, Adam Lubertowicz, Franciszek Mleczko, Ryszard Mysiak, Otton Opiełka, Leszek Procak, Erwin Pyka, Wiesław Pytlos, Henryk Robotycki, Stanisław Smajda, Mieczysław Sztuka, Helmut Tobolik, Helmut Waleska |
| 1961–1962                     | Kazimierz Budek, Zbigniew Czudo, Henryk Czylok, Stefan Gabrysiak, Leszek Gaj, Alfred Gazda, Ryszard Harężla, Herbert Juraszczyk, Rajmund Kapuściński, Ryszard Kleszcz, Jan Król, Tadeusz Lupa, Ryszard Mysiak, Otton Opiełka, Tadeusz Płaneta, Erwin Pyka, Wiesław Pytlos, Ryszard Rachwał, Jerzy Syska, Helmut Tobolik |
| 1962–1967                     | Andrzej Barglik, Kazimierz Budek, Zbigniew Czudo, Henryk Czylok, Adam Dąbek, Leszek Gaj, Waldemar Gajek, Alfred Gazda, Włodzimierz Gąsior, Stanisław Gruszka, Jan Haberko, Eryk Hansel, Ryszard Harężlak, Mieczysław Kamuda, Rajmund Kapuściński, Henryk Kasperczak, Ryszard Kleszcz, Józef Klimza, Stanisław Korpalski, Janusz Korpanty jr, Jan Król, Antoni Kruczyński, Jan Leś, Adam Lubertowicz, Tadeusz Lupa, Adam Macheta, Stanisław Machoń, Bogusław Mazur, Józef Mazur, Ryszard Miceusz, Ryszard Mysiak, Otton Opiełka, Stanisław Paluch, Zygmunt Pietraszewski, Maciej Pietrykowski, Tadeusz Płaneta, Marian Płaza, Wiesław Pytlos, Ryszard Rachwał, Jerzy Rejdych, Jan Rymanowski, Marian Stala, Stanisław Stój, Ginter Strańczyk, Paweł Strzelecki, Józef Sudoł, Jerzy Syska, Wolfgang Volstaedt, Diter Weiss, Adam Wincencik |
| 1968–1970                     | Czesław Buda, Włodzimierz Gąsior, Eryk Hansel, Witold Karaś, Henryk Kasperczak, Paweł Koczot, Janusz Korpanty jr, Marian Kosiński, Zygmunt Kukla, Wiesław Kusek, Ginter Langer, Grzegorz Lato, Edward Maleńki, Stanisław Paluch, Władysław Paul, Tadeusz Płaneta, Ryszard Rachwał, Jan Rymanowski, Ryszard Sekulski, Marian Stala, Stanisław Stój, Ginter Strańczyk, Paweł Strzelecki, Jan Wiącek, Andrzej Wieśniak, Wiktor Wilk |
| 1970–1972                     | Włodzimierz Gąsior, Eryk Hansel, Artur Janus, Witold Karaś, Henryk Kasperczak, Roman Kasprzyk, Marian Kosiński, Tadeusz Krysiński, Zygmunt Kukla, Grzegorz Lato, Stanisław Majcher, Edward Maleńki, Stanisław Paluch, Adam Popowicz, Ryszard Rachwał, Krzysztof Rześny, Ryszard Sekulski, Franciszek Smuda, Marian Stala, Stanisław Stępień, Stanisław Stój |
| 1972/1973 (mistrzowski skład) | Jan Domarski, Włodzimierz Gąsior, Eryk Hansel, Artur Janus, Witold Karaś, Henryk Kasperczak, Marian Kosiński, Tadeusz Krysiński, Zygmunt Kukla, Grzegorz Lato, Stanisław Majcher, Adam Popowicz, Ryszard Rachwał, Krzysztof Rześny, Ryszard Sekulski, Stanisław Stępień, Stanisław Stój, Jan Wiącek |
| 1973–1975                     | wzmocnienia: Ryszard Adamowicz, Edward Bielewicz, Mirosław Misiowiec, Edward Oratowski, Andrzej Padwiński, Kazimierz Polak, Wiesław Siewierski |
| 1974/1975                     | Edward Bielewicz, Jan Domarski, Włodzimierz Gąsior, Zbigniew Hnatio, Artur Janus, Witold Karaś, Henryk Kasperczak, Tadeusz Kołacz, Marian Kosiński, Zygmunt Kukla, Grzegorz Lato, Edward Oratowski, Ryszard Per, Józef Polak, Kazimierz Polak, Krzysztof Rześny, Ryszard Sekulski, Wiesław Siewierski, Mirosław Wnuk |
| 1975/1976 (mistrzowski skład) | Edward Bielewicz, Jan Domarski, Włodzimierz Gąsior, Zbigniew Hnatio, Artur Janus, Witold Karaś, Henryk Kasperczak, Marian Kosiński, Jerzy Krawczyk, Zygmunt Kukla, Grzegorz Lato, Wojciech Niemiec, Edward Oratowski, Andrzej Padwiński, Ryszard Per, Krzysztof Rześny, Ryszard Sekulski, Mirosław Tryba |
| 1976–1979                     | wzmocnienia: Andrzej Banasik, Kazimierz Buda, Marek Chamielec, Włodzimierz Ciołek, Andrzej Demko, Janusz Duchnowski, Krzysztof Frankowski, Andrzej Gac, Stanisław Karaś, Ryszard Padwiński, Bogusław Skiba, Andrzej Szarmach, Edward Załężny odeszli: Jan Domarski, Henryk Kasperczak |
| 1979–1981                     | wzmocnienia: Mirosław Abramowicz, Henryk Janikowski, Witold Łukasik, Antoni Mrowiec, Janusz Stawarz, Edward Tyburski, Mirosław Wnuk odeszli: Grzegorz Lato, Zygmunt Kukla, Andrzej Szarmach |
| 1981/1982                     | Mirosław Abramowicz, Jan Bedryj, Janusz Białek, Kazimierz Buda, Włodzimierz Ciołek, Marek Chamielec, Krzysztof Frankowski, Zbigniew Hnatio, Henryk Janikowski, Stefan Kawalec, Zbigniew Klimczak, Dariusz Kubicki, Andrzej Łatka, Witold Łukasik, Antoni Mrowiec, Edward Oratowski, Witold Pazdan, Kazimierz Polak, Bogusław Skiba, Janusz Stawarz, Janusz Stelmach, Edward Tyburski, Kazimierz Zuba |
| 1982/1983                     | Andrzej Banasik, Janusz Białek, Kazimierz Buda, Marek Chamielec, Włodzimierz Ciołek, Janusz Dobrowolski, Roman Gruszecki, Zbigniew Hnatio, Henryk Janikowski, Stefan Kawalec, Dariusz Kubicki, Andrzej Łatka, Witold Łukasik, Edward Oratowski, Ryszard Padwiński, Witold Pazdan, Bogusław Skiba, Janusz Stawarz, Janusz Stelmach, Edward Tyburski, Mirosław Wnuk |
| 1983/1984                     | m.in.: Jan Bedryj, Roman Gruszecki, Andrzej Łatka, Piotr Porębny, Bogusław Skiba, Janusz Stawarz, Edward Tyburski |
| 1984/1985                     | Mariusz Barnak, Jan Bedryj, Piotr Czachowski, Janusz Duchnowski, Roman Gruszecki, Andrzej Kołosowski, Marek Lizończyk, Witold Łukasik, Witold Pazdan, Piotr Porębny, Maciej Śliwowski, Edward Tyburski, Jan Urbanek, Mirosław Wnuk, Dariusz Zieliński, Kazimierz Zuba |
| 1985/1986                     | Andrzej Banasik, Mariusz Barnak, Jan Bedryj, Piotr Czachowski, Janusz Duchnowski, Adam Fedoruk, Marek Filipczak, Roman Gruszecki, Jarosław Jedlikowski, Andrzej Kołosowski, Marek Lizończyk, Witold Łukasik, Zbigniew Makuch, Piotr Mierzwiński, Witold Pazdan, Piotr Porębny, Janusz Pytel, Mirosław Sajewicz, Bogusław Skiba, Andrzej Szymanek, Maciej Śliwowski, Edward Tyburski, Jan Urbanek, Piotr Wojdyga |
| 1986/1987                     | Mariusz Barnak, Jan Bedryj, Piotr Czachowski, Janusz Dobrowolski, Janusz Duchnowski, Adam Fedoruk, Marek Filipczak, Roman Gruszecki, Leszek Jędraszczyk, Mirosław Kuniczuk, Marek Lizończyk, Witold Łukasik, Zbigniew Makuch, Witold Pazdan, Dariusz Perydzyński, Mirosław Piękoś, Piotr Porębny, Bogusław Skiba, Maciej Śliwowski, Krzysztof Tochel, Edward Tyburski, Jan Urbanek, Piotr Wojdyga |
| 1987/1988                     | Mariusz Barnak, Jan Bedryj, Piotr Czachowski, Janusz Dobrowolski, Adam Fedoruk, Marek Filipczak, Roman Gruszecki, Leszek Jędraszczyk, Mirosław Kuniczuk, Zbigniew Makuch, Witold Pazdan, Dariusz Perydzyński, Piotr Porębny, Mirosław Radłowski, Maciej Śliwowski, Krzysztof Tochel, Tomasz Tułacz, Edward Tyburski, Bogusław Waliszewski, Piotr Wojdyga, Jan Urbanek |
| 1988/1989                     | Mariusz Barnak, Piotr Czachowski, Adam Fedoruk, Roman Gruszecki, Leszek Jędraszczyk, Wojciech Klich, Tomasz Kukowski, Mirosław Kuniczuk, Zbigniew Makuch, Witold Pazdan, Piotr Porębny, Rafał Ruta, Krzysztof Tochel, Krzysztof Tomanek, Tomasz Tułacz, Edward Tyburski, Jan Urbanek, Bogusław Waliszewski, Piotr Wojdyga |
| 1989/1990                     | Piotr Czachowski, Artur Dubiel, Adam Fedoruk, Roman Gruszecki, Marcin Hrapkowicz, Jarosław Jedlikowski, Leszek Jędraszczyk, Wojciech Klich, Tomasz Kukowski, Krzysztof Łętocha, Piotr Porębny, Rafał Ruta, Dariusz Sajdak, Piotr Stopa, Maciej Śliwowski, Krzysztof Tomanek, Jacek Tomczak, Tomasz Tułacz, Edward Tyburski, Piotr Wojdyga, Dariusz Zagórski |
| 1990/1991                     | Mariusz Barnak, Krzysztof Bociek, Piotr Czachowski, Krzysztof Dziubel, Adam Fedoruk, Roman Gruszecki, Marcin Hrapkowicz, Andrzej Jaskot, Leszek Jędraszczyk, Wojciech Klich, Krzysztof Łętocha, Piotr Porębny, Rafał Ruta, Dariusz Sajdak, Jacek Serwon, Sławomir Stopa, Piotr Stopa, Krzysztof Tomanek, Jacek Tomczak, Tomasz Tułacz, Edward Tyburski, Piotr Wojdyga, Bogusław Wyparło, Dariusz Zagórski, Dariusz Żyłka |
| 1991/1992                     | Mariusz Barnak, Wiesław Bartkowski, Krzysztof Bociek, Modest Boguszewski, Paweł Curzytek, Adam Fedoruk, Witold Gajek, Roman Gruszecki, Marcin Hrapkowicz, Andrzej Jaskot, Leszek Jędraszczyk, Wojciech Klich, Tomasz Kukowski, Krzysztof Łętocha, Serhij Raluczenko , Rafał Ruta, Piotr Stopa, Sławomir Stopa, Ołeksij Tereszczenko , Krzysztof Tomanek, Jacek Tomczak, Tomasz Tułacz, Tomasz Wrotoń, Bogusław Wyparło |
| 1992/1993                     | Mariusz Barnak, Wiesław Bartkowski, Modest Boguszewski, Paweł Curzytek, Adam Fedoruk, Roman Gruszecki, Andrzej Jaskot, Leszek Jędraszczyk, Ryszard Kępa, Wojciech Klich, Krzysztof Łętocha, Serhij Raluczenko , Rafał Ruta, Piotr Stopa, Sławomir Stopa, Ołeksij Tereszczenko , Krzysztof Tomanek, Jacek Tomczak, Tomasz Tułacz, Tomasz Wrotoń, Bogusław Wyparło |
| 1993/1994                     | Mariusz Barnak, Wiesław Bartkowski, Krzysztof Bociek, Paweł Curzytek, Bogusław Cygan, Janusz Czyrek, Ryszard Drożdż, Ryszard Federkiewicz, Maciej Hołowiński, Paweł Kloc, Daniel Konopelski, Tomasz Kukowski, Krzysztof Łętocha, Paweł Pilawiecki, Rafał Ruta, Ołeksandr Spiwak , Ołeksij Tereszczenko , Krzysztof Tomanek, Jacek Tomczak, Tomasz Tułacz, Bogusław Wyparło |
| 1994/1995                     | Artur Adamus, Mariusz Barnak, Wiesław Bartkowski, Bogusław Cygan, Janusz Czyrek, Rafał Domarski, Ryszard Federkiewicz, Waldemar Grzanka, Janusz Kaczówka, Paweł Kloc, Grzegorz Kolisz, Daniel Konopelski, Tomasz Kukowski, Rafał Kupidura, Krzysztof Łętocha, Ebénézer Mfomou , Marcin Murdza, Rafał Oprzondek, Sebastian Piechota, Rafał Ruta, Krzysztof Tomanek, Tomasz Tułacz, Tomasz Wrotoń, Bogusław Wyparło |
| 1995/1996                     | Tomasz Abramowicz, Wiesław Bartkowski, Krzysztof Bociek, Bogusław Cygan, Janusz Czyrek, Rafał Domarski, Ryszard Federkiewicz, Janusz Galica, Wojciech Jarzynka, Piotr Jegor, Janusz Kaczówka, Paweł Kloc, Grzegorz Kolisz, Daniel Konopelski, Tomasz Kukowski, Krzysztof Łętocha, Marcin Murdza, Rafał Oprzondek, Damian Pancerz, Krzysztof Petrykowski, Sebastian Piechota, Rafał Piotrowski, Wojciech Pszeniczny, Rafał Ruta, Wojciech Rycak, Krzysztof Tomanek, Tomasz Wrotoń, Bogusław Wyparło |
| 1996/1997                     | Tomasz Abramowicz, Krzysztof Bociek, Paweł Curzytek, Bogusław Cygan, Jacek Dąbrowski, Rafał Domarski, Ryszard Federkiewicz, Paweł Gajek, Janusz Galica, Maciej Gądek, Arkadiusz Gera, Waldemar Grzanka, Paweł Kloc, Grzegorz Kolisz, Daniel Konopelski, Marcin Murdza, Damian Pancerz, Krzysztof Petrykowski, Sebastian Piechota, Piotr Porębny, Wojciech Pszeniczny, Wojciech Rycak, Bogusław Skiba, Krzysztof Tomanek, Tomasz Tułacz, Edward Tyburski, Tomasz Wrotoń, Bogusław Wyparło, Paweł Występek |
| ...                           | |
| 2003/2004                     | Tomasz Abramowicz, Artur Ćwiękała, Jacek Dąbrowski, Bartłomiej Dydo, Janusz Galica, Andrzej Jaskot, Waldemar Jędrusiak, Mateusz Korzeń, Paweł Kosowicz, Rafał Leśniowski, Jacek Łaz, Marcin Łuszcz, Piotr Mazurkiewicz, Damian Miłoś, Paweł Misiaczek, Igor Pacholec, Damian Pancerz, Dariusz Pęgiel, Damian Polak, Dawid Polak, Artur Rado, Martin Radoń, Sebastian Rokosz, Wojciech Serafin, Maciej Serafiński, Dawid Sęk, Łukasz Skop, Dawid Starzyk, Marcin Turkot, Piotr Tylski, Paweł Wielgosiński |
| 2004/2005                     | Tomasz Abramowicz, Andrzej Bajorek, Michał Cebula, Marcin Chudziński, Mateusz Dopart, Bartłomiej Dydo, Marek Fundakowski, Janusz Galica, Rafał Gnat, Andrzej Jaskot, Waldemar Jędrusiak, Damian Jędryka, Mateusz Korzeń, Paweł Kosowicz, Rafał Leśniowski, Marcin Łuszcz, Norbert Maziarski, Damian Miłoś, Paweł Misiaczek, Damian Pancerz, Dariusz Pęgiel, Damian Polak, Dawid Polak, Stanisław Pruś, Krystian Pydych, Rafał Pydych, Kamil Radulj, Ireneusz Ryniewicz, Wojciech Serafin, Maciej Serafiński, Dawid Sęk, Damian Skiba, Maciej Szajna, Michał Szymański, Piotr Tylski, Paweł Wielgosiński, Wojciech Witkowski, Mateusz Wójcik |
| 2005/2006                     | Michał Czarny, Oskar Fryc, Marek Fundakowski, Waldemar Jędrusiak, Damian Jędryka, Jakub Kędzior, Mateusz Korzeń, Paweł Kosowicz, Tomasz Król, Mateusz Leśniowski, Rafał Leśniowski, Arkadiusz Marszałek, Moses Esingila Molongo , Marcin Murdza, Jean Black Ngody (w), Damian Pancerz, Damian Polak, Dawid Polak, Krystian Pydych, Rafał Pydych, Kamil Radulj, Sebastian Ryguła, Ireneusz Ryniewicz, Dawid Sęk, Damian Skiba, Maciej Szajna, Michał Szymański, Patryk Tylski, Piotr Tylski, Kamil Tylutki, Grzegorz Witkowski, Wojciech Witkowski, Piotr Ziomek |
| 2006/2007                     | Damian Bąk (w), Michał Czarny, Łukasz Ćwiczak (w), Maciej Domański (w), Piotr Duda (j), Oskar Fryc, Krystian Getinger, Maciej Gozdecki (j), Damian Jędryka, Piotr Kamiński, Jakub Kędzior, Łukasz Korab (w), Paweł Kosowicz, Piotr Kozioł (j), Tomasz Król (j), Mateusz Leśniowski, Rafał Leśniowski (j), Arkadiusz Marszałek, Damian Pancerz (j), Dawid Polak (j), Jakub Popielarz, Kamil Porzuczek (w), Rafał Pydych, Kamil Radulj (j), Sebastian Ryguła, Ireneusz Ryniewicz, Paweł Sedlaczek (j), Paweł Sekuła, Dawid Sęk (j), Damian Skiba, Maciej Szajna, Michał Szymański (w), Piotr Tylski (j), Kamil Tylutki, Grzegorz Witkowski, Wojciech Witkowski (j), Piotr Ziomek (w) |
| 2007/2008                     | Sebastian Bajorek (w), Michał Czarny, Marek Czopko, Łukasz Ćwiczak, Maciej Domański, Oskar Fryc, Krystian Getinger (j), Tomasz Gilarski (j), Maciej Gozdecki (w), Damian Jędryka, Jakub Kędzior, Kornel Kołacz, Łukasz Korab, Kamil Kościelny (w), Paweł Kozieł, Arkadiusz Marszałek, Piotr Marynowski, Mateusz Podstolak, Jakub Popielarz, Kamil Porzuczek, Michał Pruchnik, Kamil Rado (w), Sebastian Ryguła, Ireneusz Ryniewicz, Paweł Sedlaczek, Paweł Sekuła, Damian Skiba, Maciej Szajna (j), Michał Szymański, Grzegorz Witkowski, Igor Wójtowicz (j), Jakub Zima (j) |
| 2008/2009                     | Sebastian Bajorek, Grzegorz Bierzyński (w), Kamil Borowski (j), Michał Czarny, Marek Czopko (j), Łukasz Ćwiczak (j), Maciej Domański (j), Mateusz Faka, Krystian Getinger (w), Łukasz Gorzelany (j), Damian Jędryka (j), Kornel Kołacz, Piotr Kołacz, Mariusz Korzępa, Kamil Kościelny (j), Grzegorz Łącz (j), Adrian Łętocha (w), Piotr Marek (j), Piotr Marynowski, Bartosz Masłoń (w), Paweł Mroziński, Piotr Mroziński, Paweł Pisarczyk (j), Mateusz Podstolak, Jakub Popielarz, Michał Pruchnik, Sebastian Ryguła (j), Ireneusz Ryniewicz (w), Paweł Sedlaczek, Paweł Sekuła (j), Michał Szymański (j), Grzesiek Witkowski, Igor Wójtowicz |
| 2009/2010                     | Paweł Ciuła (j), Arkadiusz Dąbek (w), Sebastian Duda, Krystian Getinger, Maciej Gozdecki (j), Daniel Góra, Kamil Hul (w), Szymon Kardyś (j), Jakub Kędzior, Kornel Kołacz (j), Piotr Kołacz, Łukasz Korab (j), Kamil Kościelny, Sebastian Kusak (j), Piotr Marek (w), Arkadiusz Marszałek (w), Paweł Mroziński, Piotr Mroziński, Jakub Osmola (j), Mateusz Podstolak, Krystian Pydych (j), Rafał Pydych (j), Ireneusz Ryniewicz, Damian Skiba, Przemysław Ślarski (j), Mateusz Świechowski (w), Grzegorz Witkowski, Igor Wójtowicz |
| 2010/2011                     | Grzegorz Bierzyński (w), Damian Buczyński, Fabian Buczyński (j), Marcin Cisło (w), Marcin Cygnarowicz, Wojciech Daniel (w), Maciej Domański (w), Sebastian Duda (j), Patryk Fryc (j), Daniel Góra, Kacper Horodeński (j), Kamil Hul (j), Piotr Kamiński (w), Szymon Kardyś, Mateusz Kochanowski (j), Piotr Kołacz, Kamil Kołodziej (w), Kamil Kościelny (w), Patryk Krzystyniak, Grzegorz Łącz, Piotr Marek (j), Bartłomiej Miazga (w), Paweł Mroziński (j), Piotr Mroziński (j), Mateusz Podstolak (w), Kamil Pydych (w), Rafał Pydych (w), Ireneusz Ryniewicz, Damian Skiba, Przemysław Ślarski, Konrad Stępień, Mateusz Świechowski, Jan Świst (w), Patryk Szewc, Patryk Szuba, Kamil Tułacz (w), Igor Wójtowicz (j), Krystian Wrona, Kamil Zieliński                                                                                 |
| 2011/2012                     | Paweł Bochniewicz (w), Damian Buczyński, Mariusz Cichosz, Radosław Czaja (w), Wojciech Daniel, Dawid Dziekan (j), Daniel Góra (j), Damian Jędryka (w), Szymon Kardyś, Maciej Kiciński (w), Piotr Kołacz, Kamil Kołodziej, Kamil Kościelny, Sebastian Łętocha (w), Michał Lewandowski, Paweł Marczenia (j), Piotr Marek (w), Bartłomiej Miazga (j), Michał Pruchnik (w), Rafał Pydych (j), Kamil Pydych, Sebastian Romanek, Sebastian Ryguła (w), Mateusz Skała, Damian Skiba, Konrad Stępień, Patryk Szewc, Kamil Tułacz (j), Oskar Wardzała (w), Łukasz Wisłocki (j), Mariusz Wolański (j), Michał Wolański, Krystian Wrona, Mateusz Załucki (j), Jakub Zaskalski, Kamil Zieliński (j) |

- (j) / (w) – występował tylko w rundzie jesiennej/wiosennej danego sezonu

## Trenerzy Stali Mielec
Mielecką drużynę prowadziło wielu wybitnych trenerów. Wśród nich był Michał Matyas, który przed przyjściem do Mielca był selekcjonerem reprezentacji Polski (w latach 1950–1952), a także Antoni Brzeżańczyk, który reprezentację prowadził w 1966, już po opuszczeniu Mielca. Z kolei Zenon Książek był w 1973 trenerem reprezentacji młodzieżowej. Jedynym zagranicznym trenerem mielczan był Węgier Károly Kontha, który doprowadził drużynę do pierwszego mistrzostwa Polski. Wielu szkoleniowców zasiadało na trenerskiej ławce kilkukrotnie, najwięcej Włodzimierz Gąsior, który robił to siedmiokrotnie od lat 80.

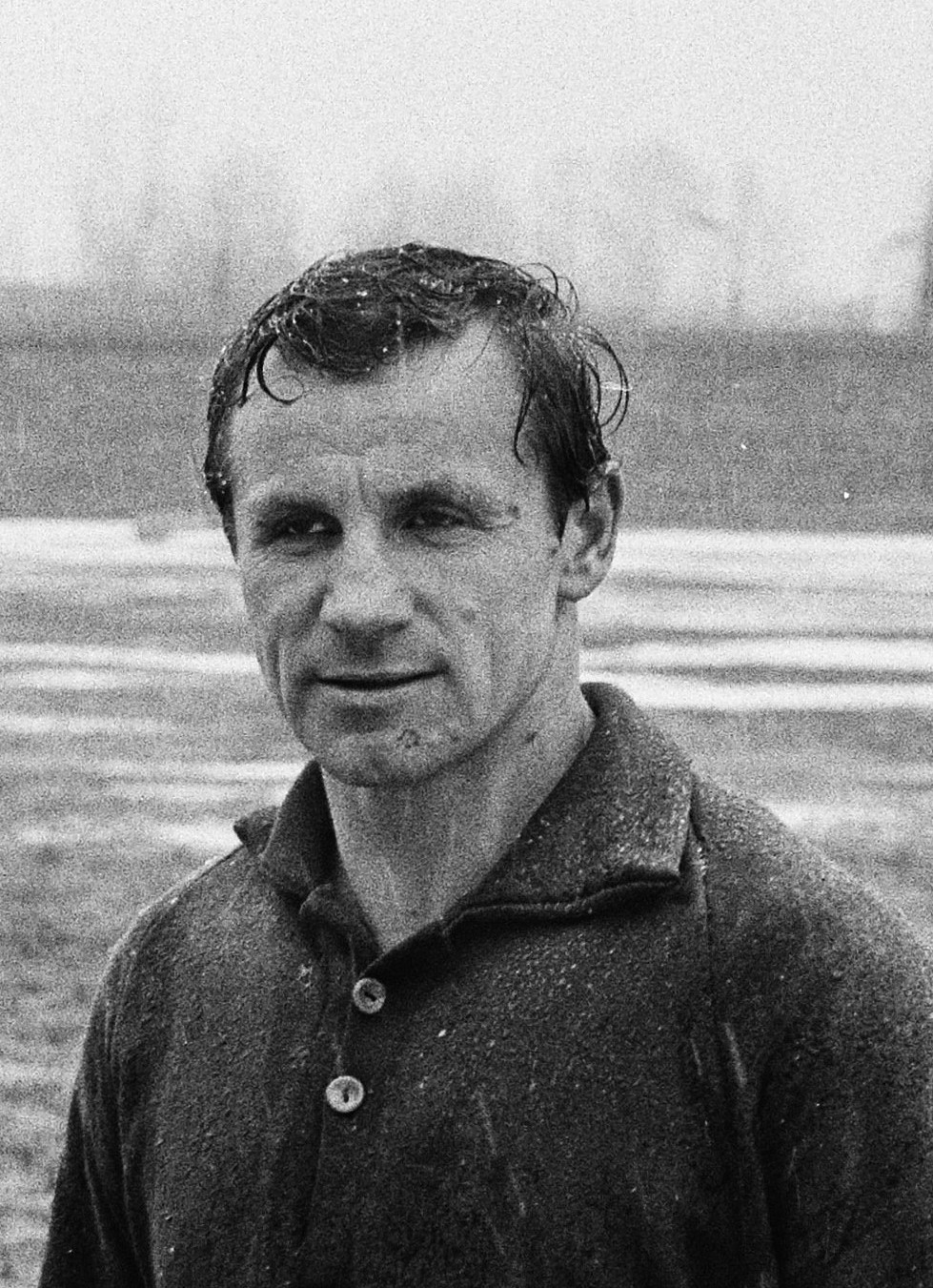
Edmund Zientara - trener Stali Mielec w latach 1975-77

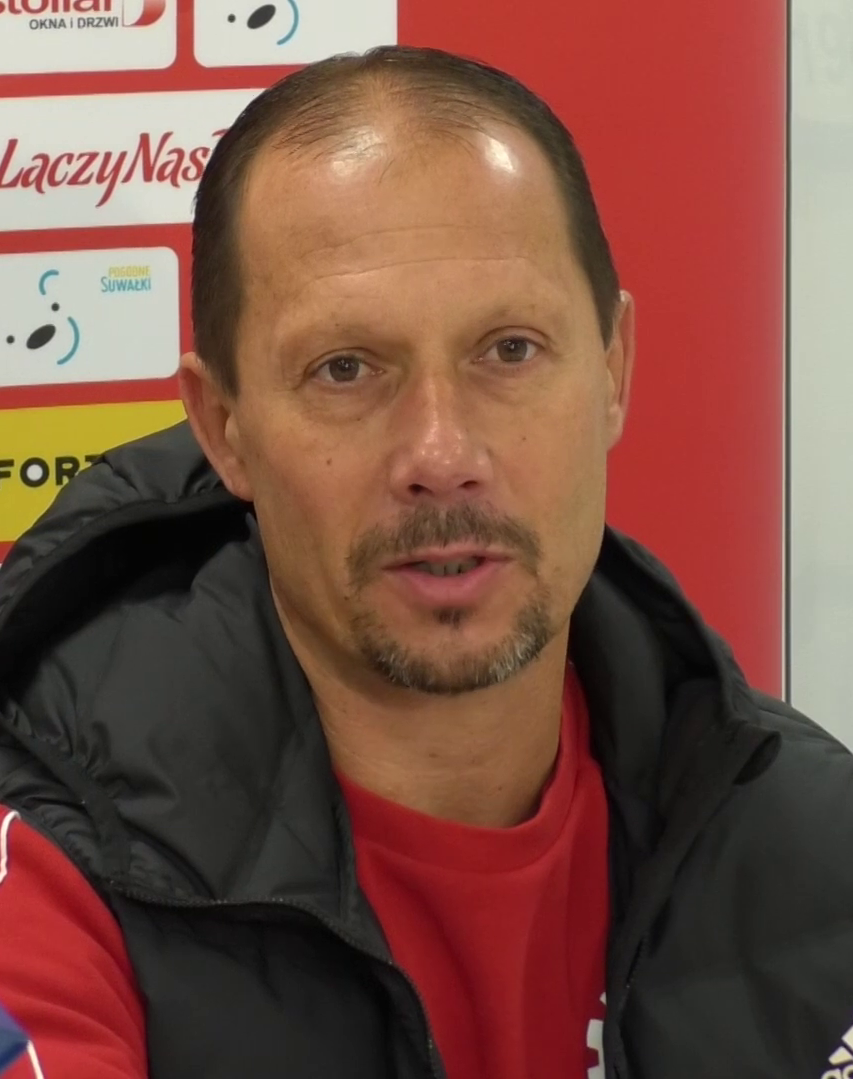
Dariusz Marzec - trener Stali Mielec w latach 2019-20

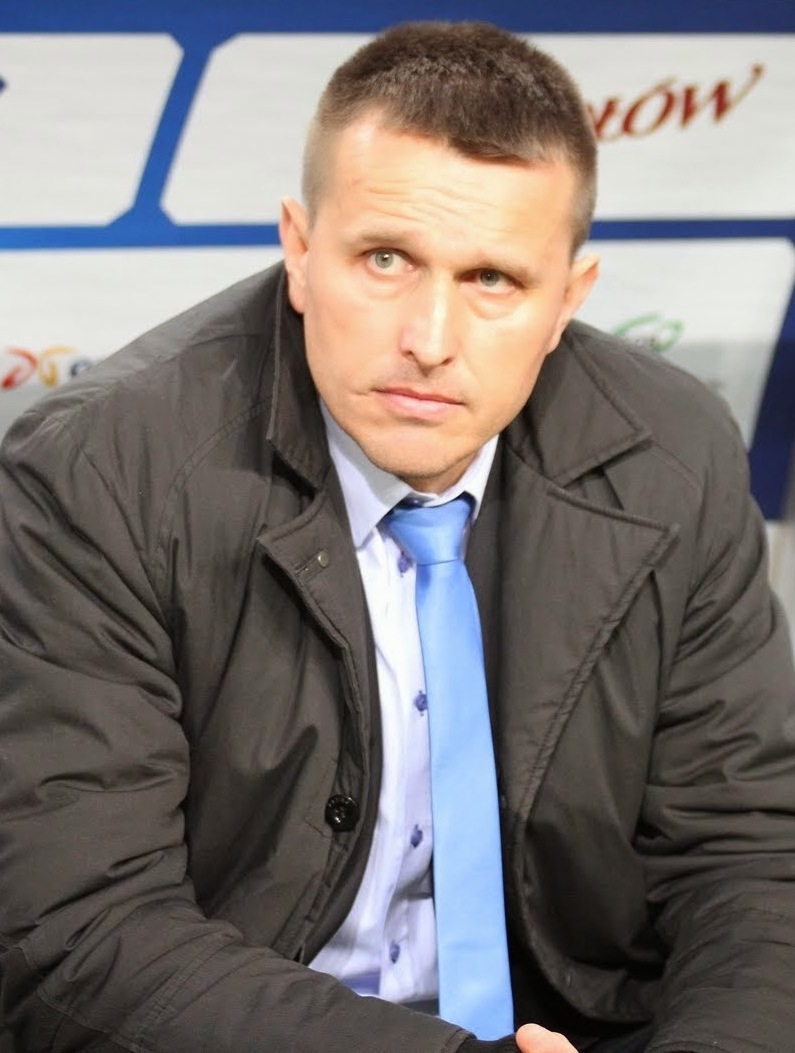
Leszek Ojrzyński - trener Stali Mielec w latach 2020-21

| Lata      | Trener                | Asystent                         |
| --------- | --------------------- | -------------------------------- |
| 1947–1948 | Stanisław Maurer      |                                  |
| 1948–1952 | Rudolf Pyrich         |                                  |
| 1952–1953 | Eustachy Poticha      |                                  |
| 1954–1956 | Antoni Brzeżańczyk    |                                  |
| 1957–1958 | Michał Matyas         |                                  |
| 1959–1960 | Antoni Brzeżańczyk    |                                  |
| 1961      | Henryk Skromny        |                                  |
| 1962      | Czesław Szuszczyk     |                                  |
| 1962–1963 | Michał Matyas         |                                  |
| 1963–1964 | Stanisław Malczyk     |                                  |
| 1964      | Otton Opiełka         |                                  |
| 1964–1966 | Władysław Lemiszko    |                                  |
| 1966–1967 | Konrad Jędryka        |                                  |
| 1968–1972 | Andrzej Gajewski      |                                  |
| 1973      | Károly Kontha         | Aleksander Brożyniak             |
| 1973–1974 | Aleksander Brożyniak  | Zenon Książek                    |
| 1974–1975 | Zenon Książek         | Orest Lenczyk                    |
| 1975–1977 | Edmund Zientara       | Henryk Czylok                    |
| 1977      | Alfred Gazda          |                                  |
| 1977–1978 | Konstanty Pawlikaniec |                                  |
| 1978–1980 | Zenon Książek         |                                  |
| 1980–1981 | Mieczysław Kruk       | Marian Kosiński                  |
| 1981–1982 | Józef Walczak         |                                  |
| 1982      | Witold Karaś          |                                  |
| 1982–1983 | Jacek Machciński      | Henryk Jałocha                   |
| 1982–1983 | Marian Kosiński       |                                  |
| 1983–1984 | Henryk Stroniarz      | Włodzimierz Gąsior               |
| 1984–1985 | Włodzimierz Gąsior    |                                  |
| 1985–1986 | Ryszard Latawiec      |                                  |
| 1986–1987 | Zenon Książek         | Włodzimierz Jakubowski           |
| 1987–1990 | Włodzimierz Gąsior    | Janusz Białek                    |
| 1990      | Marian Kosiński       |                                  |
| 1990–1991 | Włodzimierz Gąsior    |                                  |
| 1991–1993 | Grzegorz Lato         | Janusz Białek                    |
| 1993      | Witold Karaś          | Krzysztof Rześny                 |
| 1993–1995 | Franciszek Smuda      | Jan Złomańczuk                   |
| 1995      | Jan Złomańczuk        | Leszek Brzeziński                |
| 1996–1997 | Grzegorz Lato         | Leszek Brzeziński i Witold Karaś |
| 1998      | Jerzy Płaneta         | Zbigniew Hariasz                 |
| 1999      | Marek Chamielec       |                                  |
| 1999–2000 | Jerzy Płaneta         |                                  |
| 2000      | Witold Karaś          |                                  |
| 2000–2001 | Roman Gruszecki       |                                  |
| 2001      | Włodzimierz Gąsior    |                                  |

| Lata                    | Trener                        | Asystent                            |
| ----------------------- | ----------------------------- | ----------------------------------- |
| 2001                    | Marek Lorenc                  | Robert Mazur                        |
| 2001–2002               | Krzysztof Łętocha             | Robert Mazur                        |
| 2002                    | Jacek Klisiewicz              |                                     |
| 2003–2006               | Włodzimierz Gąsior            | Andrzej Jaskot, Tomasz Tułacz       |
| 2006                    | Tomasz Tułacz                 | Robert Mazur                        |
| 2006–2007               | Włodzimierz Gąsior            |                                     |
| 2007                    | Janusz Białek                 |                                     |
| 1.10.2007 – 31.12.2007  | Zbigniew Hariasz              | Marek Chamielec                     |
| 1.01.2008 – 8.07.2008   | Andrzej Jaskot                |                                     |
| 8.07.2008 – 6.05.2009   | Grzegorz Wcisło               |                                     |
| 6.05 – 5.07.2009        | Zbigniew Hariasz              | Grzegorz Wcisło                     |
| 6.07 – 22.09.2009       | Janusz Białek                 | Zbigniew Hariasz                    |
| 22.09.2009 – 22.07.2010 | Zbigniew Hariasz              | Jakub Kula                          |
| 22.07 – 5.09.2010       | Grzegorz Wcisło               | Maciej Serafiński                   |
| 5–20.09.2010            | Grzegorz Wcisło i Mariusz Łuc |                                     |
| 20.09.2010 – 10.01.2011 | Mariusz Łuc                   |                                     |
| 11.01.2011 – 14.02.2012 | Tomasz Tułacz                 | Jakub Kula                          |
| 14.02 – 21.06.2012      | Roman Gruszecki               |                                     |
| 21.06.2012 – 1.05.2014  | Włodzimierz Gąsior            | Mariusz Łuc, Andrzej Jaskot         |
| 2.05 – 5.09.2014        | Rafał Wójcik                  |                                     |
| 5.09.2014 – 20.09.2016  | Janusz Białek                 | Zbigniew Hariasz, Maciej Serafiński |
| 09.2016                 | Maciej Serafiński             |                                     |
| 1.10.2016 – 4.06.2018   | Zbigniew Smółka               | Maciej Serafiński                   |
| 8.06.2018 – 22.09.2019  | Artur Skowronek               | Maciej Serafiński                   |
| 22.09.2019 – 31.07.2020 | Dariusz Marzec                | Janusz Świerad, Damian Skiba        |
| 31.07 – 10.11.2020      | Dariusz Skrzypczak            | Maciej Serafiński, Damian Skiba     |
| 11.11.2020 – 12.04.2021 | Leszek Ojrzyński              | Damian Skiba, Jerzy Cyrak           |
| 12.04 – 8.07.2021       | Włodzimierz Gąsior            | Jerzy Cyrak, Damian Skiba           |
| 8.07.2021 – 20.03.2023  | Adam Majewski                 | Jerzy Cyrak, Damian Skiba           |
| 20.03.2023 – 30.08.2024 | Kamil Kiereś                  | Paweł Barylski, Andrzej Orszulak    |
| 2.09.2024 – 30.03.2025  | Janusz Niedźwiedź             | Łukasz Czajka, Paweł Karmelita      |
| Od 01.04.2025           | Ivan Đurđević                 | Łukasz Czajka, Paweł Karmelita      |

## Działacze
| Lata 40. | - Franciszek Zybura - Zygmunt Nosal - Stanisław Bayer - Paweł Węgrzynowski               |
| 1950–55  | - Bolesław Klimański - Stanisław Bayer - Roman Wcisło - Edward Kołacz - Stanisław Czopek |
| 1956–59  | - Zygmunt Nosal - Stanisław Czopek - Edward Kołacz - Stanisław Olczak - Józef Wcisło     |
| 1961–67  | - Edward Kołacz - Tertulian Świech                                                       |
| 1967–70  | - Władysław Szadkowski - Ludwik Niegowski - Józef Klich - Edward Kieżel                  |
| 1970–75  | - Józef Dubiel                                                                           |
| 1987–88  | - Leszek Lichy                                                                           |
| 1992–93  | - Edward Kieżel - Waldemar Gajek                                                         |
| 1993–94  | - Edward Oratowski                                                                       |
| 2001     | - Janusz Pacholec                                                                        |
| 2002–03  | - Robert Mazur                                                                           |
| 2003–05  | - Jerzy Jaskot                                                                           |
| 2006–08  | - Mariusz Mokrzycki - Adam Soboń                                                         |
| 2008–10  | - Bartłomiej Jaskot                                                                      |
| 2010-    | - Marek Gozdecki                                                                         |

| Prezesi klubu sportowego   | Prezesi klubu sportowego                                         |
| -------------------------- | ---------------------------------------------------------------- |
| 1939                       | Tadeusz Golnik                                                   |
| 1945–47                    | Maciej Sarnowski                                                 |
| 1948–50                    | Marian Suszycki                                                  |
| 1950–52                    | Stanisław Dudziński                                              |
| 1953                       | Kazimierz Dyląg                                                  |
| 1954–56                    | Henryk Żołna                                                     |
| 1956                       | Henryk Latos                                                     |
| 1957                       | Franciszek Jasiński                                              |
| 1957–59                    | Marian Zimny                                                     |
| 1959                       | Bolesław Mędrala                                                 |
| 1959                       | Edward Kołacz                                                    |
| 1960–62                    | Władysław Hubicki                                                |
| 1962–65                    | Witold Rycerski                                                  |
| 1965–67                    | Stanisław Duszkiewicz                                            |
| 1967–69                    | Mieczysław Mądracki                                              |
| 1967–84                    | Edward Kazimierski (wiceprezes urzędujący)                       |
| 1969–72                    | Stefan Gałka                                                     |
| 1972–75                    | Julian Krężel                                                    |
| 1975–77                    | Stefan Węgrzynek                                                 |
| 1977–79                    | Mieczysław Mądracki                                              |
| 1979–82                    | Józef Starzyk                                                    |
| 1982–84                    | Stanisław Bek                                                    |
| 1984–86                    | Mieczysław Mądracki                                              |
| 1986–87                    | Józef Staniszewski                                               |
| 1987–90                    | Witold Słowiński                                                 |
| 1990                       | Edward Świątek                                                   |
| 1990–91                    | Teofil Hernik                                                    |
| 1991–92                    | Andrzej Bińkowski (p.o., także długoletni wiceprezes urzędujący) |
| 1992–93                    | Tadeusz Witek                                                    |
| 1993–96                    | Stanisław Wójtowicz                                              |
| 1996–97                    | Manfred Sieroń                                                   |
| Prezesi klubu piłkarskiego |                                                                  |
| 1994–96                    | Thomas Mertel (prezes autonomicznej sekcji piłki nożnej)         |
| 1997–98                    | Ryszard Korczak                                                  |
| 1998–99                    | Jan Banaś                                                        |
| 1999                       | Jan Jajuga                                                       |
| 1999–00                    | Krzysztof Rześny                                                 |
| 2000–03                    | Waldemar Kawalec                                                 |
| 2003                       | Włodzimierz Gąsior                                               |
| 2003–04                    | Lucjan Surowiec                                                  |
| 2004–05                    | Olgierd Ortyl                                                    |
| 2005–08                    | Jacek Klimek                                                     |
| 2008–10                    | Andrzej Korczykowski                                             |
| 2010–12                    | Łukasz Szyler                                                    |
| 2012–13                    | Andrzej Podraza                                                  |
| 2016–20                    | Jacek Orłowski                                                   |
| od 2020                    | Bogusław Wyparło                                                 |
| 2020                       | Bartłomiej Jaskot                                                |
| 2020-obecnie               | Jacek Klimek                                                     |

## Drużyny młodzieżowe Stali
W latach 60. juniorzy odnosili sukcesy na krajowych boiskach, zdobywając w 1964 Wicemistrzostwo Polski Juniorów. Po nierozstrzygniętym finałowym turnieju rozegranym w Mielcu o mistrzostwie zadecydował szczęśliwy dla Arkonii Szczecin rzut monetą, gdyż zarówno Stal, jak i Arkonia zakończyły rozgrywki z jednakową liczbą punktów i stosunkiem bramek, a w bezpośrednim pojedynku padł remis 2:2. W wicemistrzowskiej drużynie grali m.in. Zygmunt Kukla i Włodzimierz Gąsior.
W latach 1968 i 1969 mielczanie dwukrotnie zajęli 3. miejsca Mistrzostw Polski Juniorów. W 1968 Stal została mistrzem ligi wojewódzkiej, a po półfinałowym turnieju (mecze z Piastem Gliwice (1:2), Starem Starachowice (3:0) i Unią Oświęcim (4:0)) awansowała do turnieju finałowego rozegranego w dniach 18–21 lipca 1968 w Mielcu, gdzie pokonała Lechię Gdańsk, zremisowała z Górnikiem Wałbrzych i przegrała z Odrą Opole. Z kolei w 1969 lepsi od mielczan okazali się juniorzy Legii Warszawa i Lublinianki.
Obecnie, mimo gry pierwszej drużyny w IV lidze, mielecka młodzież należy do najbardziej utalentowanej w kraju. Kilka lat temu powołana została Szkoła Mistrzostwa Sportowego im. Grzegorza Lato w Mielcu. W wyniku rozwoju szkolenia młodych piłkarzy w Mielcu, w 2006 mieleccy juniorzy powtórzyli sukcesy swoich poprzedników z końca lat 60. zdobywając 3. miejsce Mistrzostw Polski Juniorów Starszych. W turnieju finałowym mielczanie przegrali z Gwarkiem Zabrze i Tomasovią Tomaszów Lubelski i wygrali z Piastem Białystok.
W 2007 po raz pierwszy w historii mieleckiego klubu do finałowych rozgrywek o Mistrzostwo zakwalifikowały się jednocześnie obie drużyny juniorów. Juniorzy młodsi pod kierunkiem Witolda Karasia zdobyli pierwsze w historii klubu Mistrzostwo Polski Juniorów Młodszych pokonując Cracovię i SMS Łódź, oraz remisując z Jagiellonią Białystok. Ponadto dwaj mieleccy piłkarze zostali wyróżnieni indywidualnie, Jakub Popielarz został najlepszym zawodnikiem turnieju, a Łukasz Ćwiczak najlepszym bramkarzem. 31 stycznia 2008 cała drużyna juniorów młodszych została uhonorowana w 48. Plebiscycie na 10 Sportowców Podkarpacia organizowanym przez rzeszowskie Nowiny tytułem Talent Roku.
Juniorzy starsi pod kierunkiem Włodzimierza Gąsiora zdobyli Wicemistrzostwo Polski Juniorów Starszych pokonując na finałowym turnieju SMS Łódź i Zagłębie Lubin, oraz przegrywając z Amicą Wronki.
Aktualnie pierwsza drużyna czwartoligowej Stali składa się głównie z piłkarzy juniorów starszych. Młodzi mieleccy piłkarze są także regularnie powoływani do młodzieżowych reprezentacji Polski różnych kategorii wiekowych.

### Przebieg turniejów finałowych Mistrzostw Polski juniorów
| Lp. | Drużyna           | Pkt | Bramki |
| --- | ----------------- | --- | ------ |
| 1.  | Arkonia Szczecin  | 3   | 5:4    |
| 2.  | Stal Mielec       | 3   | 5:4    |
| ?   | Olimpia Grudziądz |     |        |
| ?   | Legia Warszawa    |     |        |

| Lp. | Drużyna          | Pkt | Bramki |
| --- | ---------------- | --- | ------ |
| 1.  | Górnik Wałbrzych |     |        |
| 2.  | Odra Opole       | 4   | 4:1    |
| 3.  | Stal Mielec      | 3   | 3:2    |
| 4.  | Lechia Gdańsk    |     |        |

| Lp. | Drużyna        | Pkt | Bramki |
| --- | -------------- | --- | ------ |
| 1.  | Legia Warszawa |     |        |
| 2.  | Lublinianka    |     |        |
| 3.  | Stal Mielec    | 2   | 4:5    |
| 4.  | Wisła Kraków   |     |        |

| Lp. | Drużyna                 | Pkt | Bramki |
| --- | ----------------------- | --- | ------ |
| 1.  | Gwarek Zabrze           | 7   | 7:2    |
| 2.  | Tomasovia Tomaszów Lub. | 4   | 5:5    |
| 3.  | Stal Mielec             | 3   | 2:6    |
| 4.  | Piast Białystok         | 2   | 4:5    |

| Lp. | Drużyna        | Pkt | Bramki |
| --- | -------------- | --- | ------ |
| 1.  | Amica Wronki   | 7   | 8:2    |
| 2.  | Stal Mielec    | 6   | 5:4    |
| 3.  | SMS Łódź       | 4   | 5:6    |
| 4.  | Zagłębie Lubin | 0   | 2:8    |

| Lp. | Drużyna               | Pkt | Bramki |
| --- | --------------------- | --- | ------ |
| 1.  | Stal Mielec           | 7   | 6:0    |
| 2.  | Jagiellonia Białystok | 5   | 3:2    |
| 3.  | SMS Łódź              | 4   | 8:4    |
| 4.  | Cracovia              | 0   | 1:12   |

### Składy drużyn, które zdobyły trofea w Mistrzostwach Polski juniorów
| Wicemistrzostwo 1964             | Zygmunt Kukla, Jan Banaś, Zbigniew Stadnik, Tadeusz Rogowski, Jan Rymanowski, Włodzimierz Gąsior, Stanisław Paluch, Zbigniew Pomykała, Janusz Korpanty jr, Waldemar Wieprzęć, Roman Jeleń, Jan Maziarz, Witold Stelnik, Stanisław Czajkowski trener: Mieczysław Noworyta                                                                |
| 3. miejsce 1968                  | Sławomir Waliszewski, Ryszard Wrażeń, Andrzej Korpanty, Czesław Buda, Marek Garlewicz, Grzegorz Lato, Janusz Kapuściński, Stanisław Stępień, Waldemar Wydro, Jan Wiącek, Marian Dymek, Zenon Lipa, Zbigniew Noworyta, Kazimierz Czerw, Stanisław Myjak, Ryszard Chęciński, Andrzej Wieśniak trener: Konrad Jędryka                      |
| 3. miejsce 1969                  | Sławomir Waliszewski, Ryszard Wrażeń, Jan Wiącek, Czesław Buda, Stanisław Stępień, Waldemar Wydro, Stanisław Myjak, Marian Dymek, Ryszard Chęciński, Andrzej Wieśniak, Zbigniew Noworyta, Zenon Lipa, Witold Karaś, Wiesław Kusek, Kazimierz Pietras, Leszek Stępień, Zbigniew Stanowski trenerzy: Konrad Jędryka i Mieczysław Noworyta |
| 3. miejsce 2006                  | Sebastian Kusak, Patryk Tylski, Damian Bąk, Michał Cebula, Krystian Getinger, Krystian Pydych, Rafał Pydych, Maciej Szajna, Tomasz Szopa, Kamil Kułak, Mateusz Leśniowski, Kamil Radulj, Ireneusz Ryniewicz, Damian Skiba, Kamil Tylutki, Marek Fundakowski, Jakub Kędzior, Waldemar Złotek trener: Włodzimierz Gąsior                  |
| Wicemistrzostwo j.starszych 2007 | Paweł Kozieł, Grzegorz Witkowski, Michał Czarny, Krystian Getinger, Tomasz Gilarski, Rafał Pydych, Maciej Szajna, Oskar Fryc, Damian Jędryka, Mateusz Leśniowski, Kamil Porzuczek, Irek Ryniewicz, Paweł Sekuła, Damian Skiba, Kamil Tylutki, Jakub Kędzior, Łukasz Korab, Waldemar Złotek trener: Włodzimierz Gąsior                   |
| Mistrzostwo j.młodszych 2007     | Łukasz Ćwiczak, Sebastian Kusak, Marek Czopko, Mateusz Faka, Maciej Gozdecki, Kornel Kołacz, Mateusz Podstolak, Mateusz Stalmach, Sebastian Bajorek, Maciej Domański, Łukasz Gorzelany, Piotr Marynowski, Paweł Pisarczyk, Jakub Popielarz, Kamil Rado, Paweł Sedlaczek, Patryk Stępień, Igor Wójtowicz trener: Witold Karaś            |

## Stal II Mielec i Stal III Mielec
Druga drużyna Stali w sezonie 2004/05, po zajęciu 1. miejsca w grupie mieleckiej B-klasy, awansowała do A-klasy, gdzie w sezonach 2005/06 i 2006/07 zajmowała 3. miejsce. W sezonie 2007/2008 po zajęciu 1. miejsca awansowała do klasy okręgowej, grupy dębickiej. W klasie okręgowej Stal II Mielec grała do 2012, zajmując przez 3 sezony miejsca w środku tabeli, jednak po zajęciu w sezonie 2011/12 przedostatniego miejsca, spadła do A-klasy. Na VII szczeblu piłkarskim drużyna rezerw spędziła niecałe 2 sezony, bowiem po 5. kolejce sezonu 2013/14 drużyna została wycofana. Na nowo została reaktywowana w sezonie 2016/17, kiedy to występowała w klasie okręgowej, gr. dębickiej. W sezonie 2018/19 zespół zajął 1. miejsce i awansował do IV ligi, gr. podkarpackiej, w której gra do dzisiaj.
Największym osiągnięciem rezerw Stali było dotarcie do IV rundy Pucharu Polski w sezonie 1992/93 (Stal II w PP).
Ciekawostką może być fakt wystawienia w sezonie 2020/21 trzeciego zespołu w klasie okręgowej, gr. dębickiej. Zespół Stali III Mielec zakończył te rozgrywki na 4. miejscu.

## Muzeum Stali
W siedzibie klubu przy ul. Solskiego działa muzeum w którym można oglądać kolekcję pamiątek związanych ze Stalą. Powstało ono w 2003 z inicjatywy Stowarzyszenia Sympatyków Stali „3xS” i Leszka Śledziony.

## Istotne mecze
- Historyczne mecze:
  - Pierwszy mecz w historii: Stal Mielec – Towarzystwo Gimnastyczne „Sokół” Mielec 4:1 (1939)
  - Pierwszy mecz w I lidze: Stal Mielec – ŁKS Łódź 1:1 (19 marca 1961)[4]
  - Ostatni mecz w I lidze: Śląsk Wrocław – Stal Mielec 4:1 (12 czerwca 1996)
  - Powrót do Ekstraklasy: Wisła Płock – Stal Mielec 1:1 (22 sierpnia 2020)
- Rekordowe wyniki:
  - Najwyższe zwycięstwo w I lidze (w domu): Stal Mielec – ŁKS Łódź 7:0 (8 sierpnia 1973)
  - Najwyższe zwycięstwo w I lidze (na wyjeździe): Polonia Bytom – Stal Mielec 0:6 (20 czerwca 1973)
  - Najwyższa porażka w I lidze: Górnik Zabrze – Stal Mielec 7:1 (sezon 1961) i Arkonia Szczecin – Stal Mielec 7:1 (sezon 1962)
  - Najwyższe zwycięstwo w Pucharze Polski: Grom Czerwony Bór – Stal Mielec 0:5 (sezon 1985/86, II runda)
  - Najwyższa porażka w Pucharze Polski: Stal Mielec – Odra Wodzisław 0:4 (sezon 1996/97, 1/8 finału); Korona Kielce – Stal Mielec 4:0 (sezon 2004/05, runda grupowa)
- Mecze Stali Mielec przeciwko reprezentacjom narodowym:
  - Stal Mielec – reprezentacja Kuwejtu  1:0 (1994, Norymberga)
  - Stal Mielec – reprezentacja Polski U-17  2:0 (5 sierpnia 2007, Pustynia)[25]
  - Stal Mielec – reprezentacja Polski U-16  3:0 (14 maja 2008, Pustynia)[130]
  - Stal II Mielec – reprezentacja Polski U-18  1:1 (22 maja 2009, Mielec)[131]
  - Stal Mielec – reprezentacja Polski U-19  3:0 (22 lipca 2009, Pustynia[132])